# Pyskowice
Pyskowice (niem. Peiskretscham) – miasto w południowej Polsce, w województwie śląskim, w powiecie gliwickim.
Według danych z 2018 r. miasto miało 16 717 mieszkańców, w 2019 r. 16 618 mieszkańców.

## Położenie
Miasto Pyskowice jest położone w południowo-zachodniej Polsce, w zachodniej części województwa śląskiego, i Górnośląskiego Okręgu Przemysłowego (GOP), w północnej części powiatu gliwickiego na Wyżynie Katowickiej, nad rzeką Dramą. Historycznie leży na Górnym Śląsku.
Miasto sąsiaduje z miastem:
- Gliwice

oraz gminami:
- Rudziniec, Toszek, (powiat gliwicki)
- Zbrosławice (powiat tarnogórski)

W latach 1975–1998 miasto administracyjnie należało do województwa katowickiego.
Według danych z 1 stycznia 2010 r. powierzchnia miasta wynosiła 30,89 km². Miasto stanowi 4,69% powierzchni powiatu.
Według danych z 2002 r. Pyskowice mają obszar 31,14 km², w tym: użytki rolne 61%, użytki leśne 6%.

## Dzielnice
W skład Pyskowic wchodzą 4 dzielnice:
- Czerwionka (od 31 grudnia 1964[6])
- Dzierżno (od 31 grudnia 1959[7])
- Mikuszowina (od 15 marca 1984[8])
- Zaolszany

W latach 50-70 planowano budowę nowego miasta-sypialni dla zachodniej części Górnośląskiego Okręgu Przemysłowego, (podobną rolę miały pełnić Nowe Tychy na wschodzie GOP). Miały to być "Nowe Pyskowice", czyli ogromna, dodatkowa dzielnica mieszkalna na którą składać miało się kilka osiedli mieszkaniowych o wysokiej zabudowie, ulokowanych w północnej części miasta, wzdłuż alei Dworcowej i skomunikowanych dworcem kolejowym Pyskowice Miasto. Budowa osiedla była powiązana z planem deglomeracji GOP, finalnie nie została ukończona.

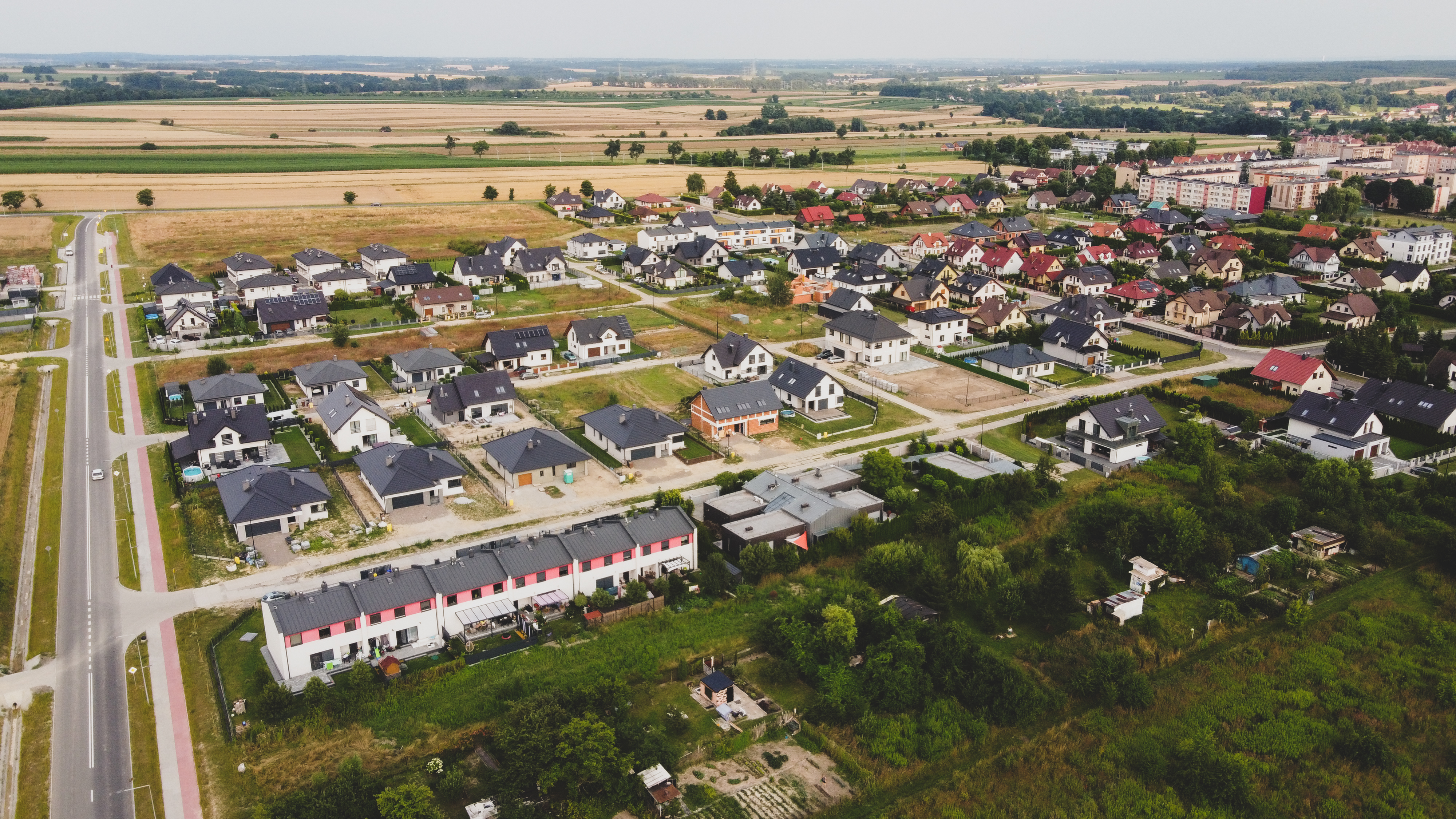
Dzielnica "Nowa" (pot. "Domki") - ul. Lokalna oraz nowe osiedle w zabudowie niskiej, północna część Pyskowic.
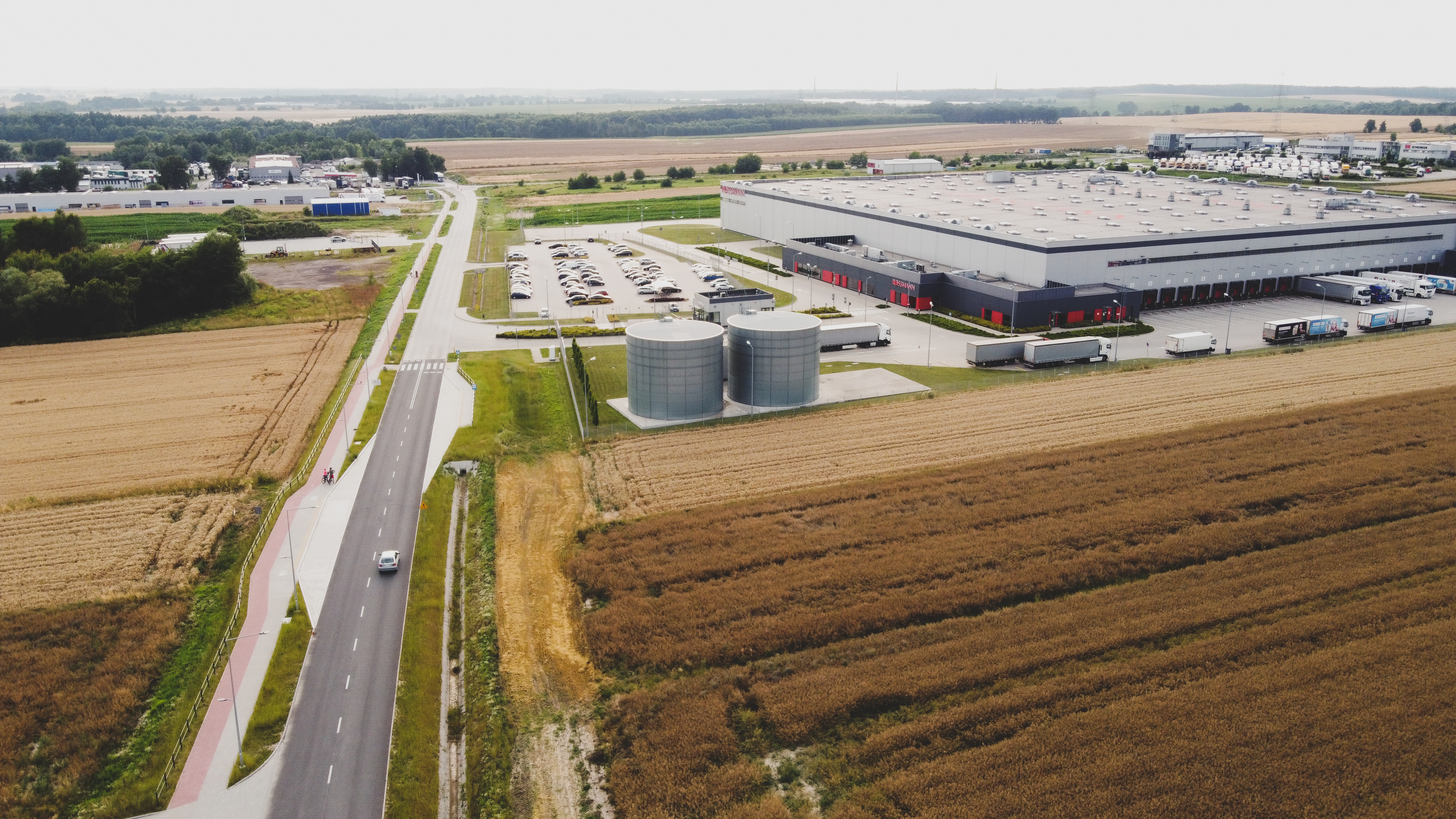
Dzielnica "Nowa" - ul. Lokalna oraz centrum logistyczne Rossmann.
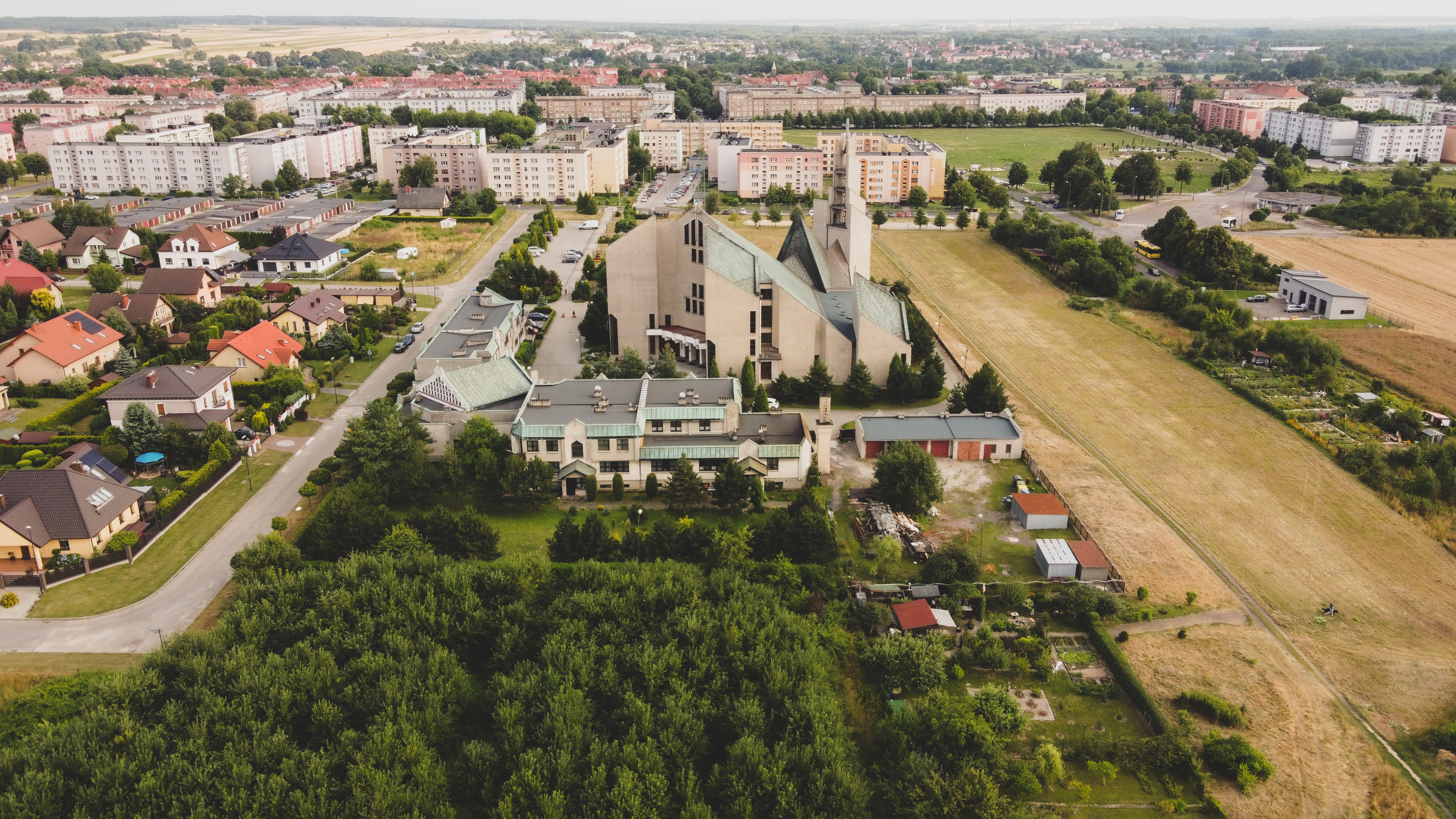
Dzielnica "Nowa" - Parafia Nawrócenia św. Pawła.
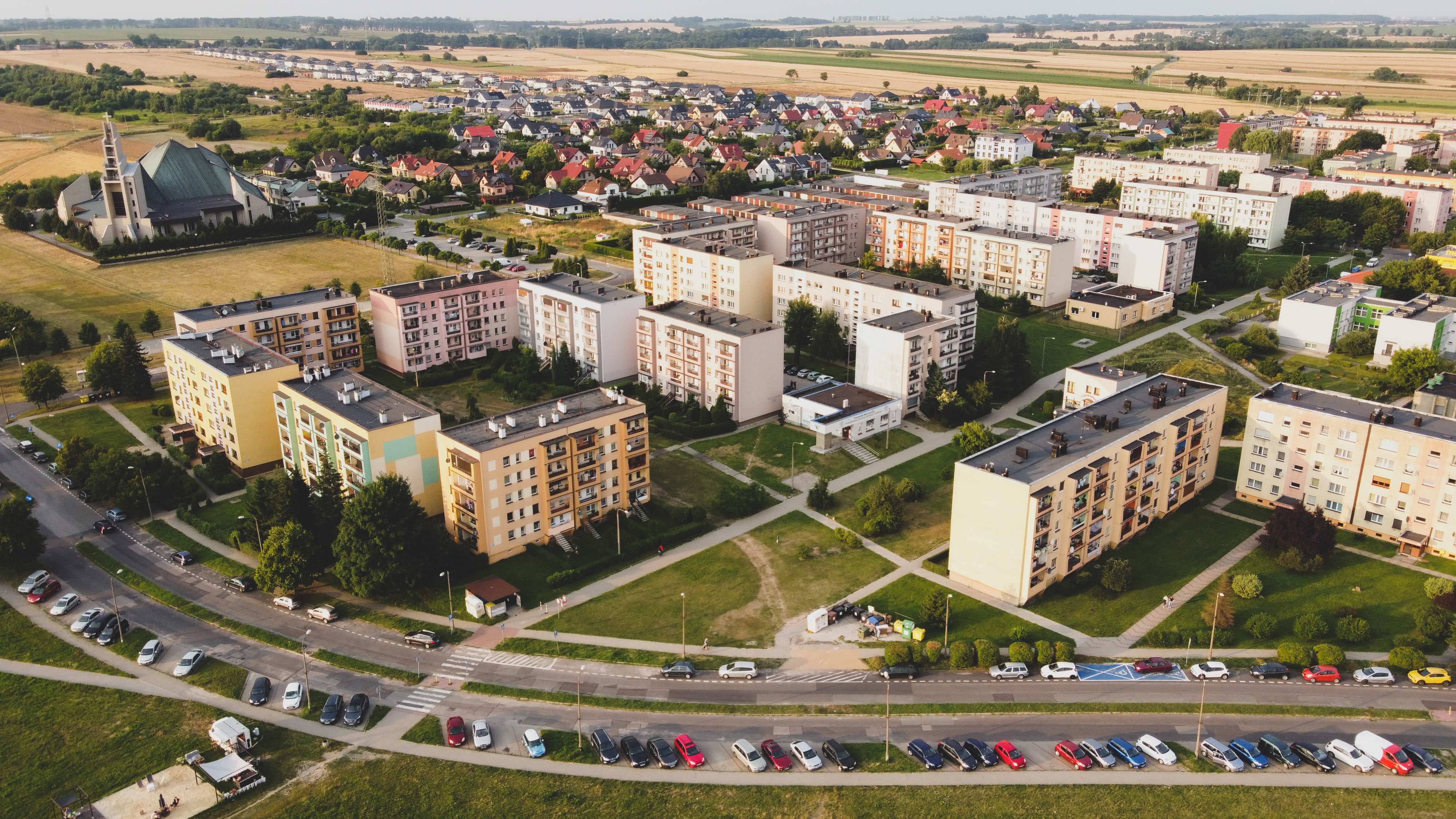
Zrealizowana część planu "Nowych Pyskowic", osiedle Dworcowa/Wieczorka.
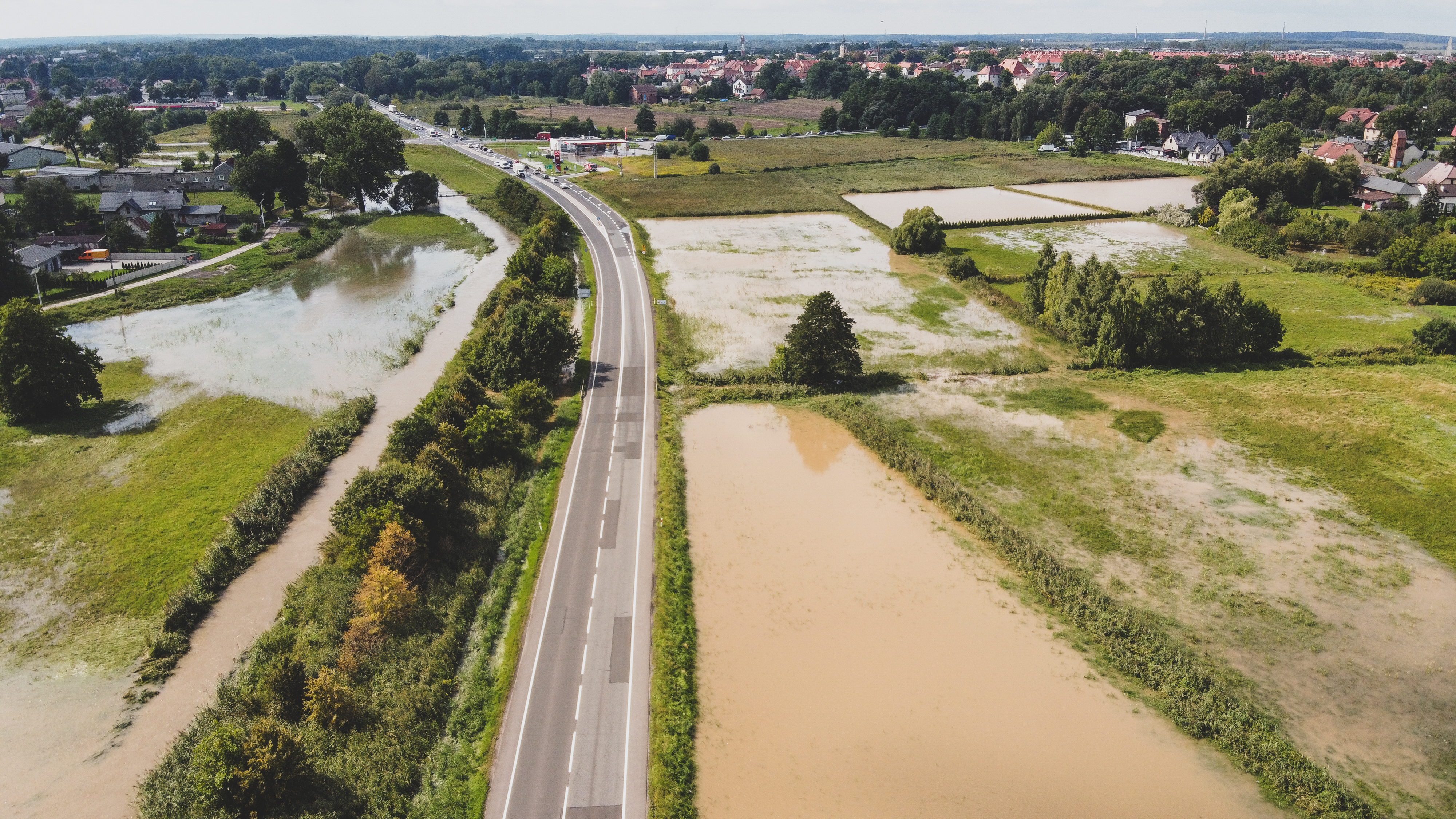
Zalewowa dzielnica Pyskowic, Zaolszany w dolinie rzeki Drama.
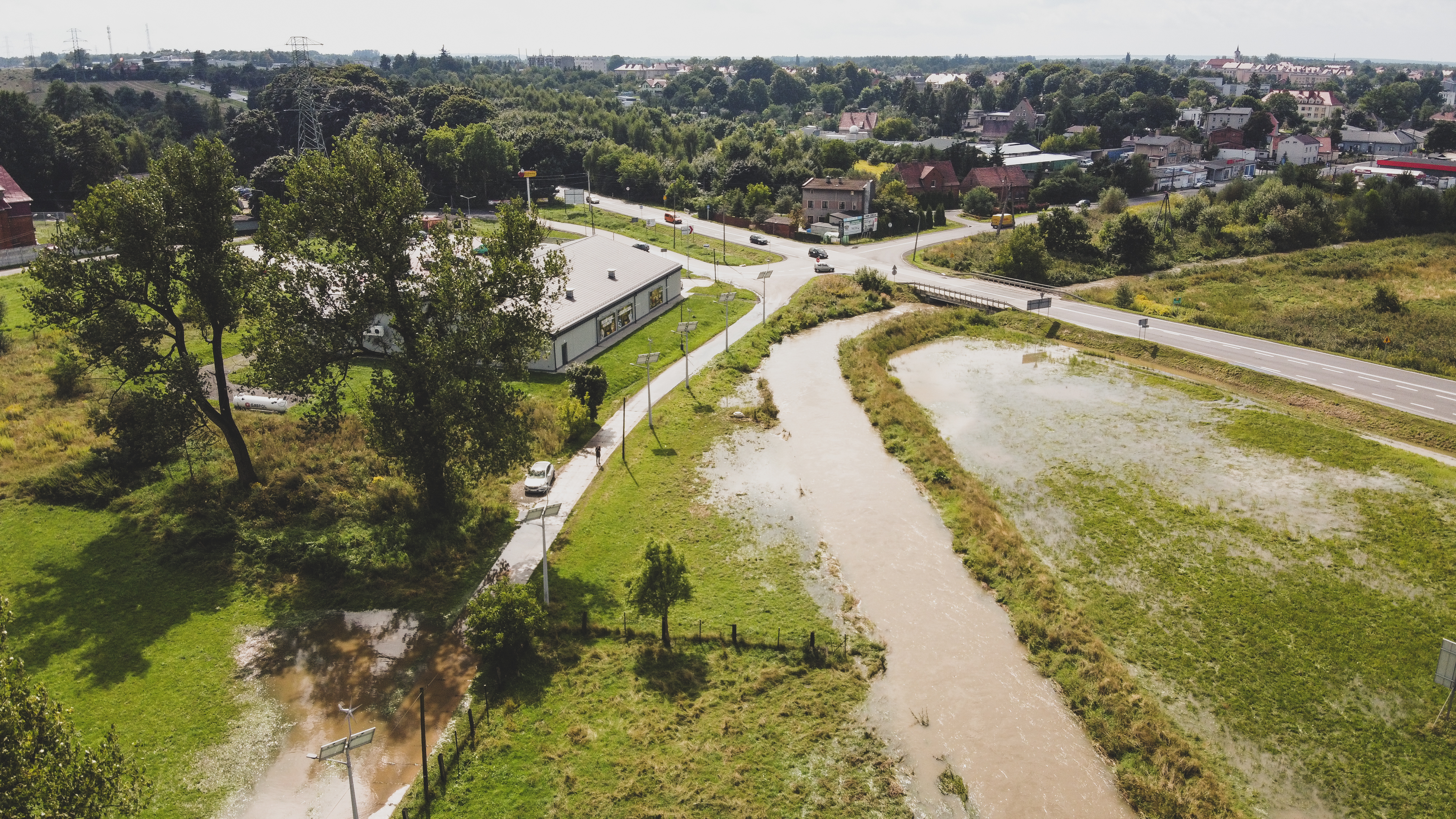
Zaolszany od strony wjazdu do Pyskowic z Gliwic.
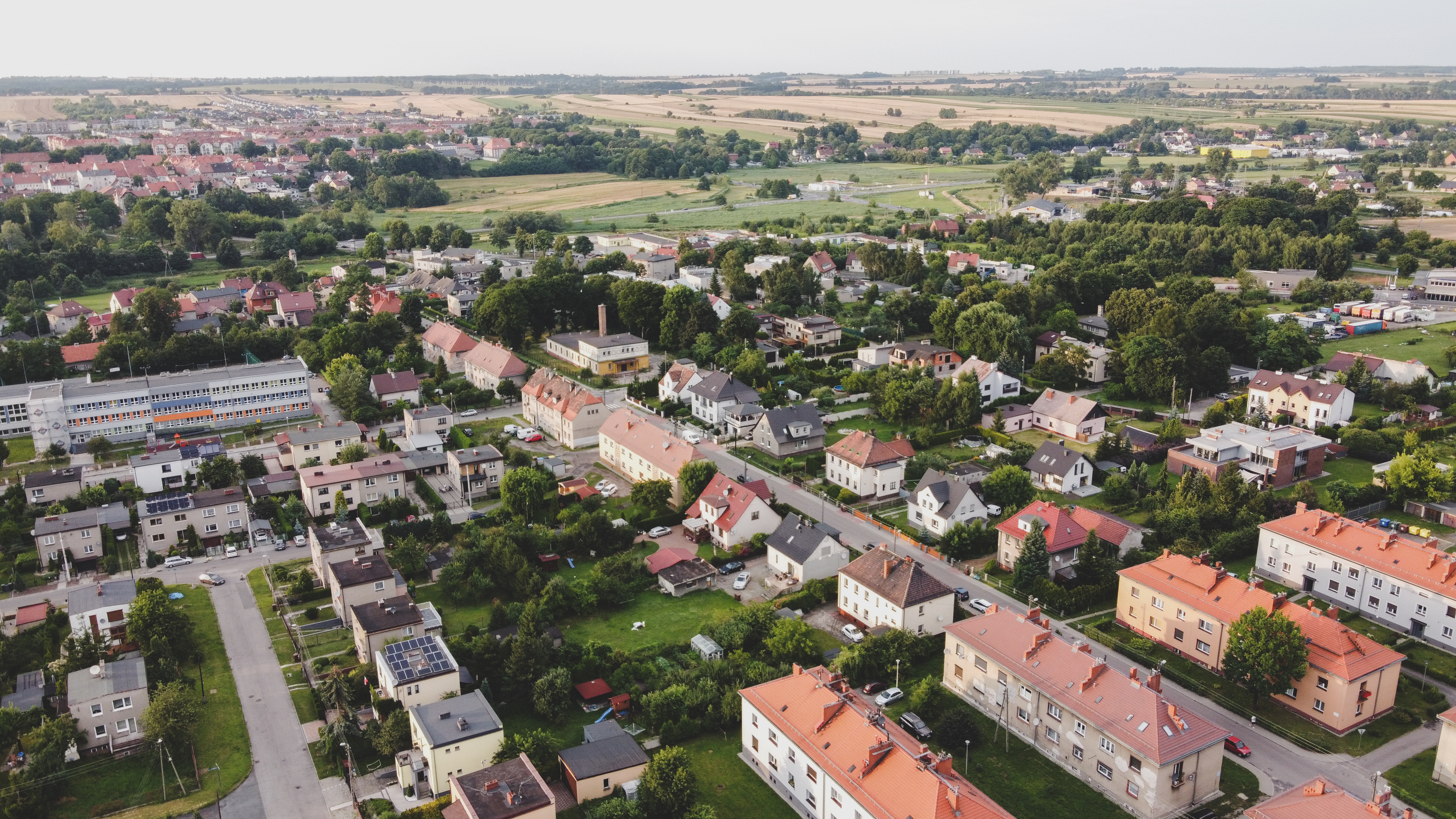
Ulica wraz z osiedlem Traugutta w południowej części Pyskowic.
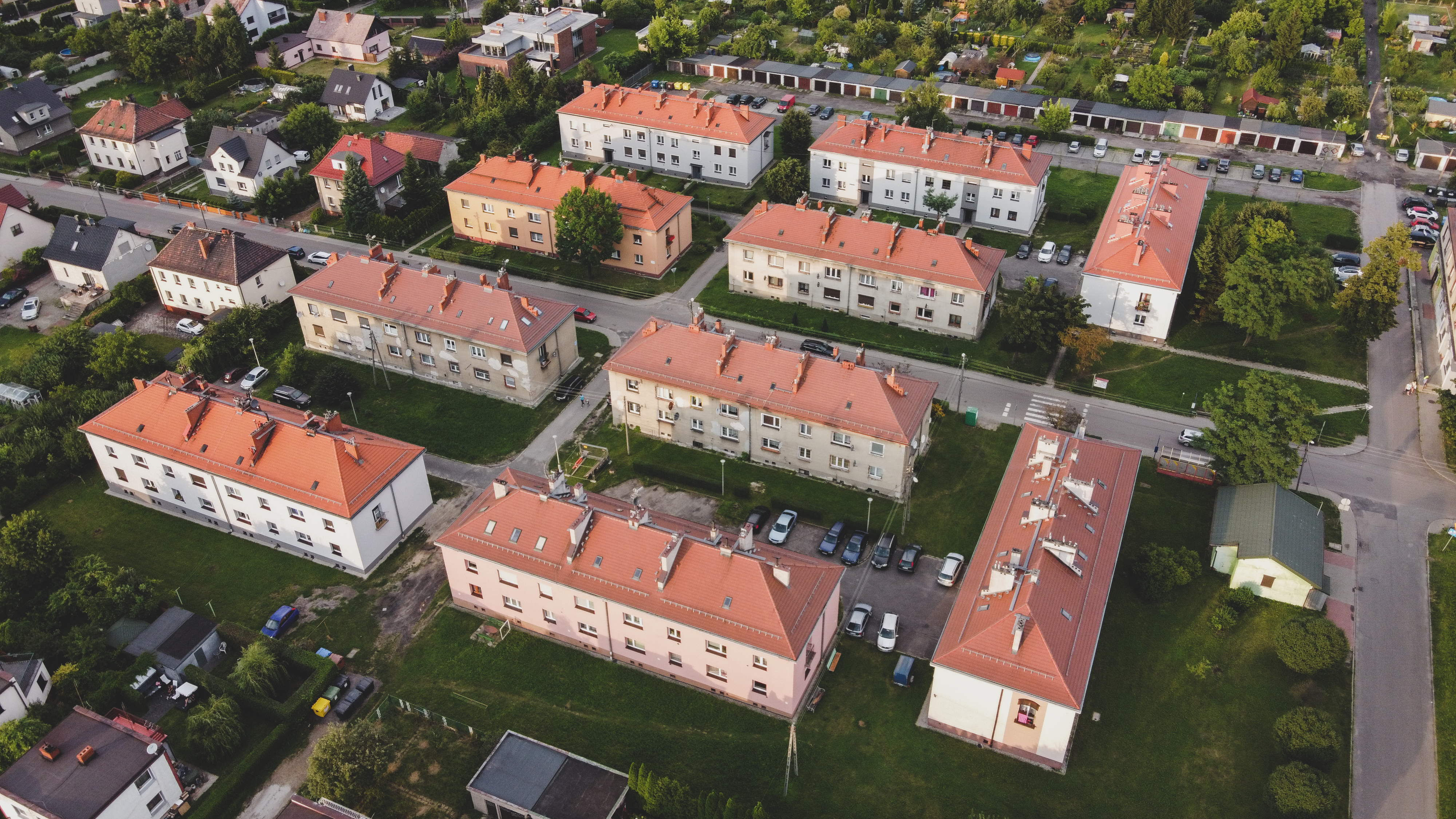
Osiedle Traugutta w południowej części Pyskowic.
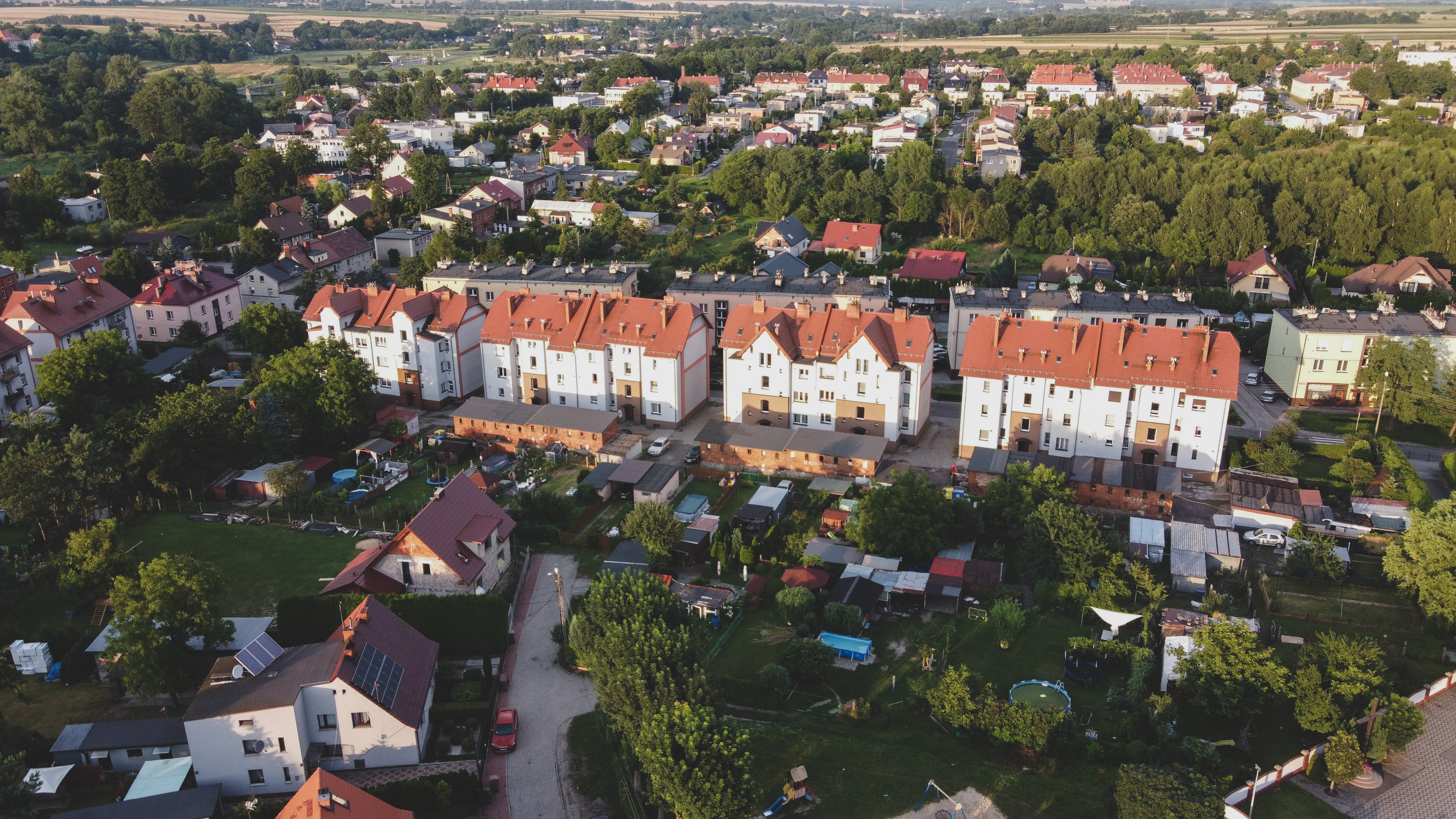
Kamienice przy ul. Kolejowej w południowej części Pyskowic.
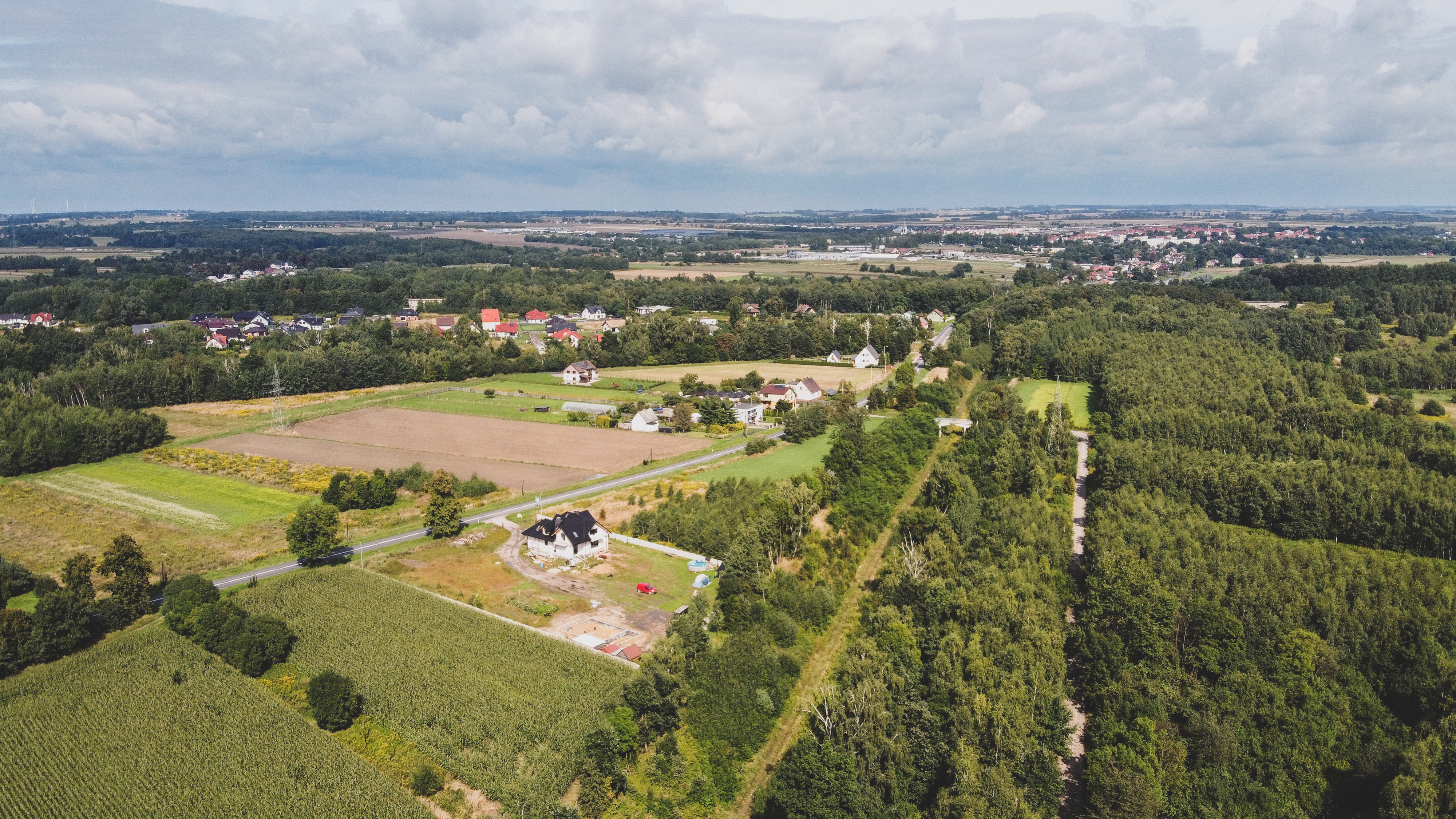
ul. Mickiewicza, Ptasie Osiedle z widokiem w kierunku drogowej obwodnicy Pyskowic.
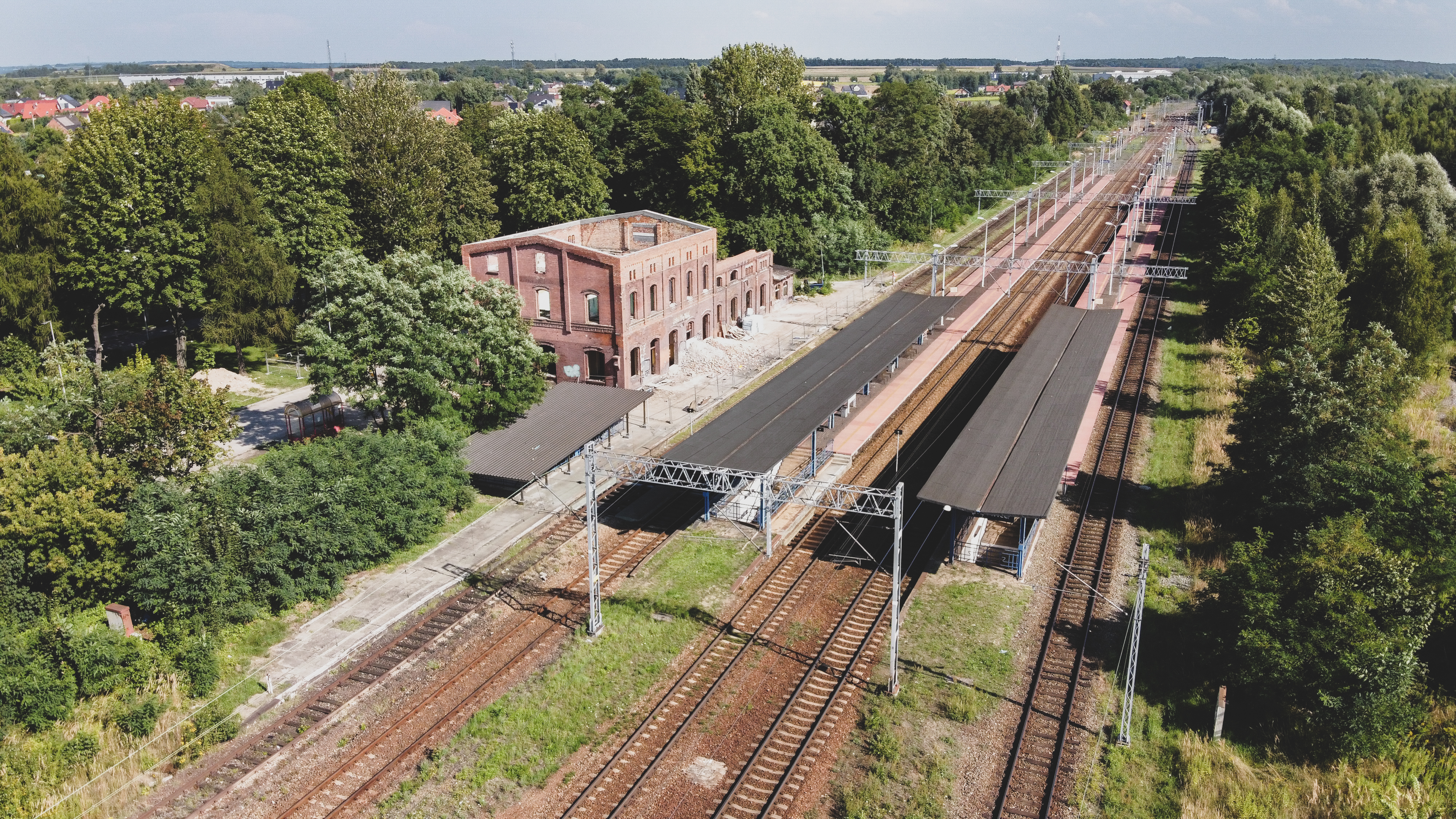
Realizowana od 2019 r. inwestycja pn. "Stacja Kultury" - rewitalizacja starego dworca kolejowego w Pyskowicach.
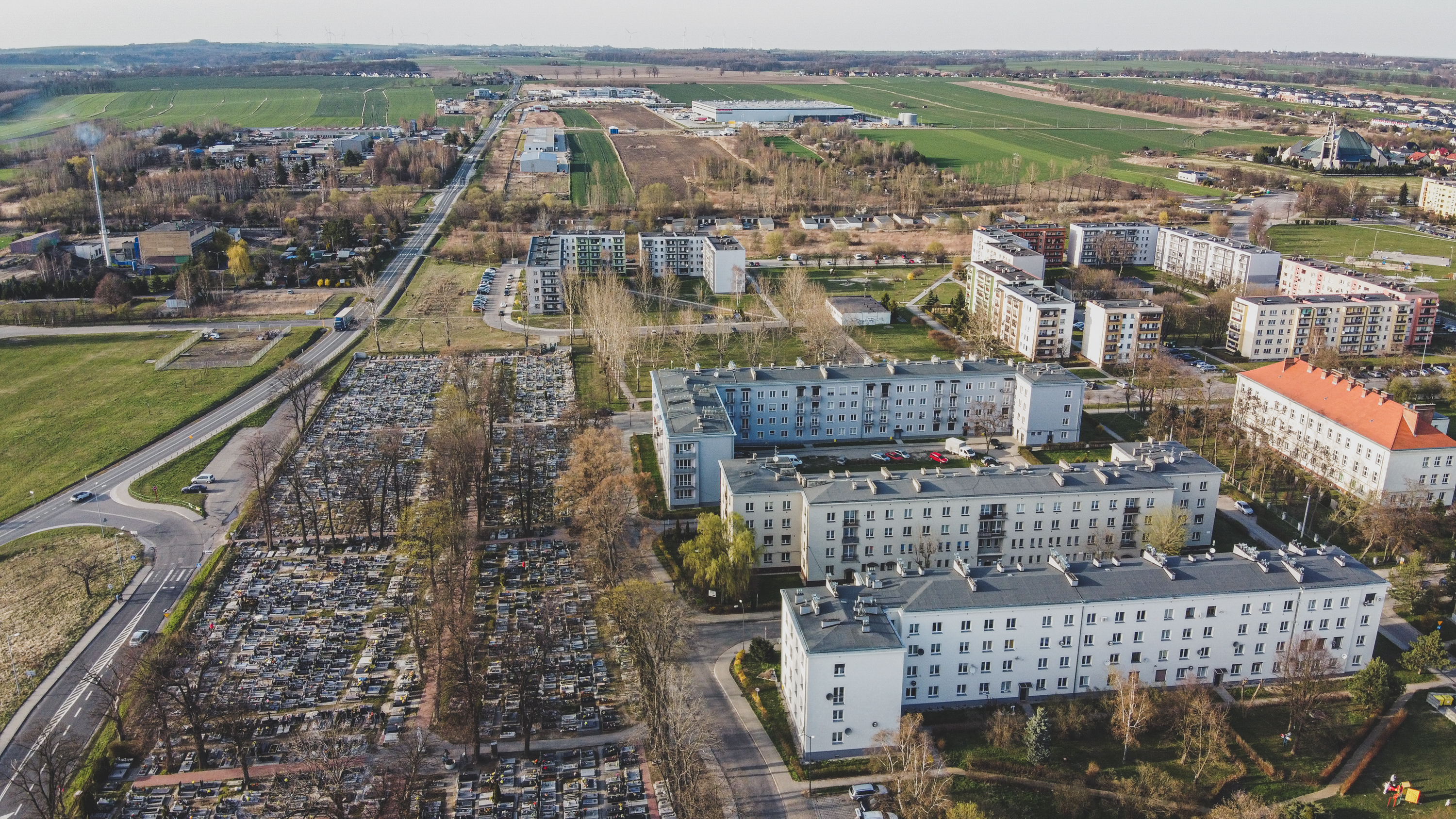
Osiedle Cicha/Dąbrowskiego, w oddali Braci Pisko.
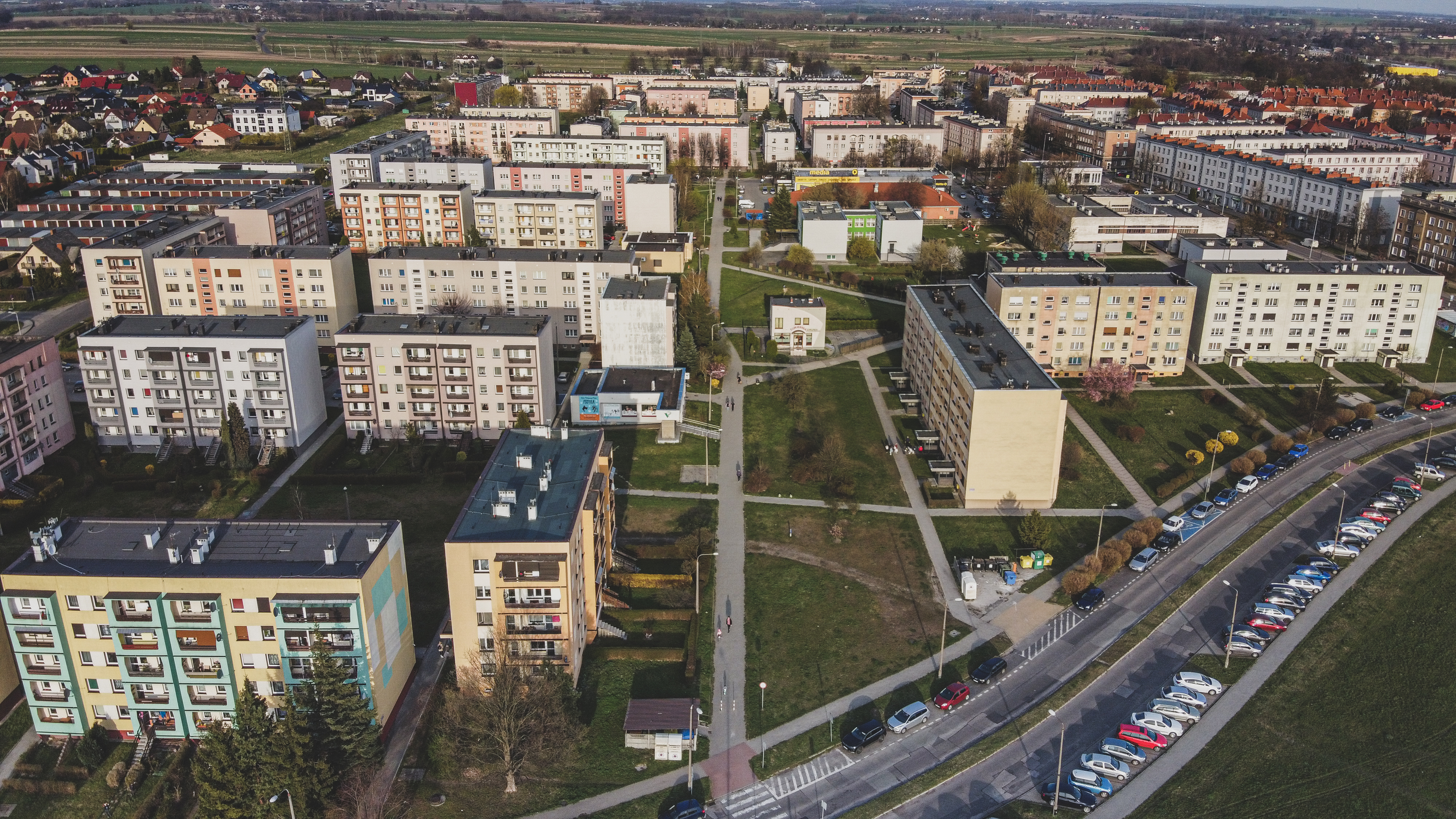
Osiedle Dwrocowa/Wieczorka.
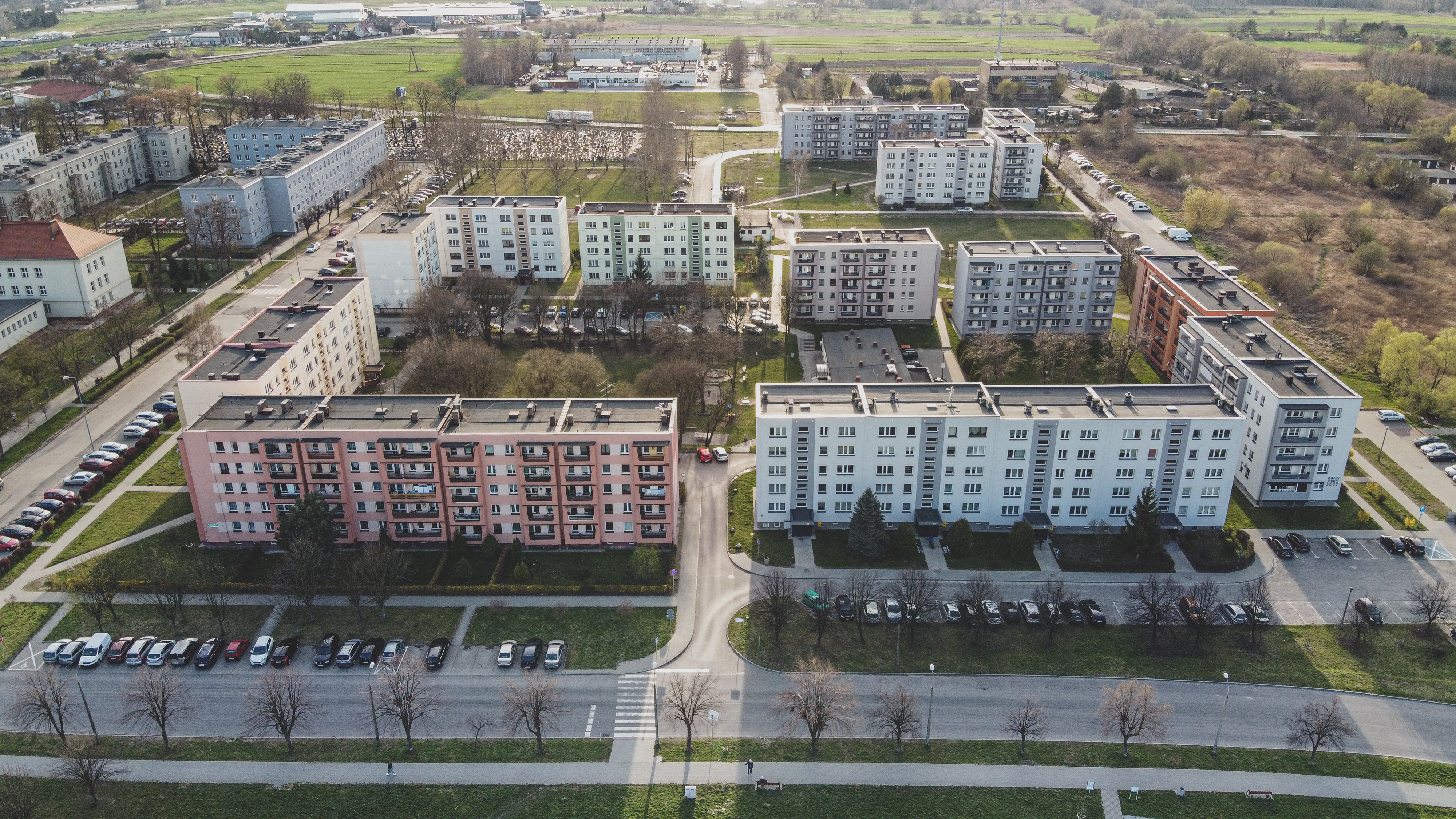
Osiedle Braci Pisko.
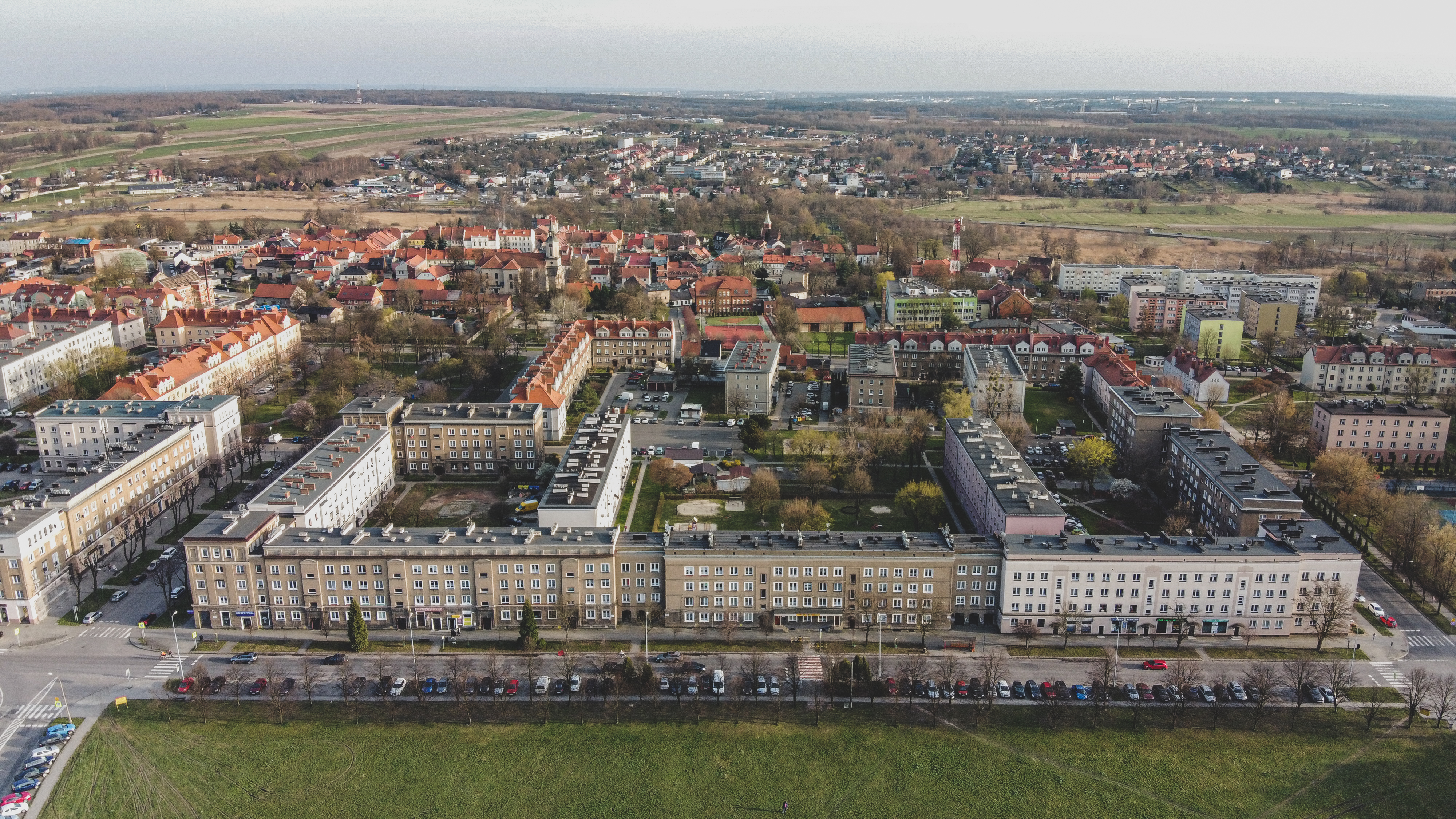
Osiedle Wojska Polskiego.
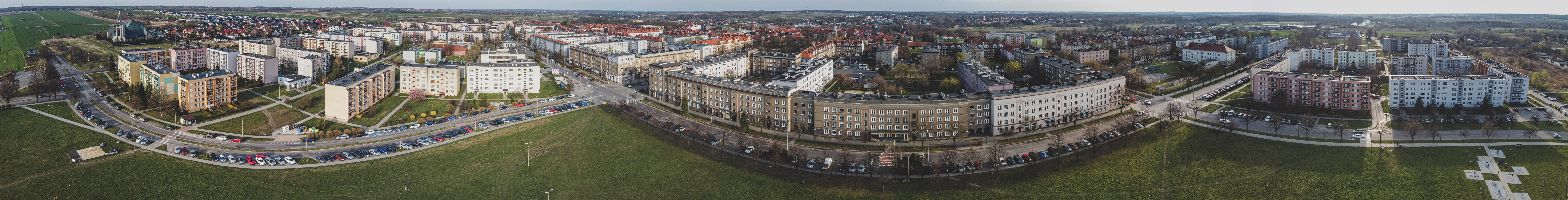
Plac Dożynkowy - główne centrum "Nowych" Pyskowic, panorama.
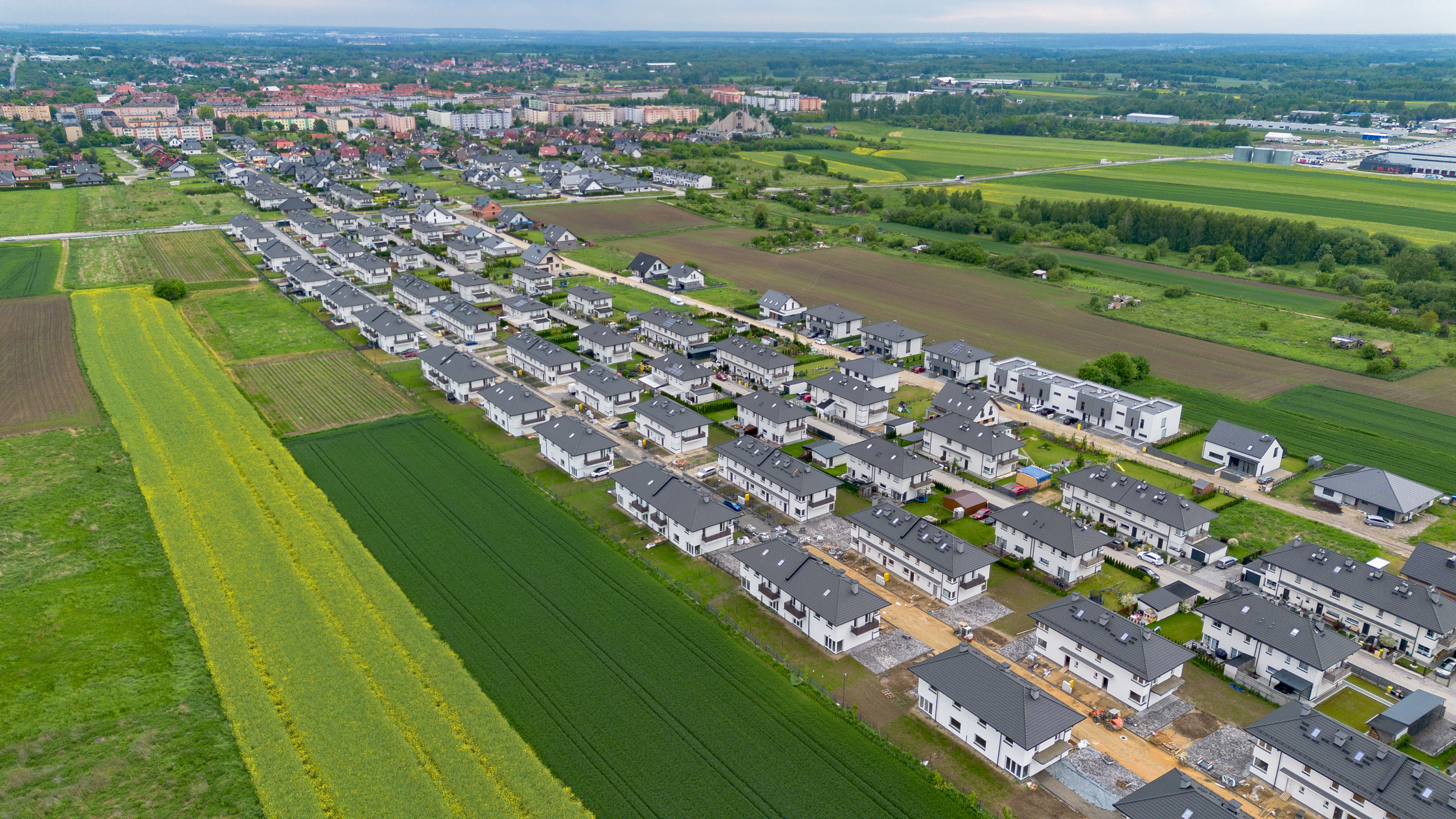
Osiedle mieszkaniowe o niskiej zabudowie przy ul. Poziomkowej
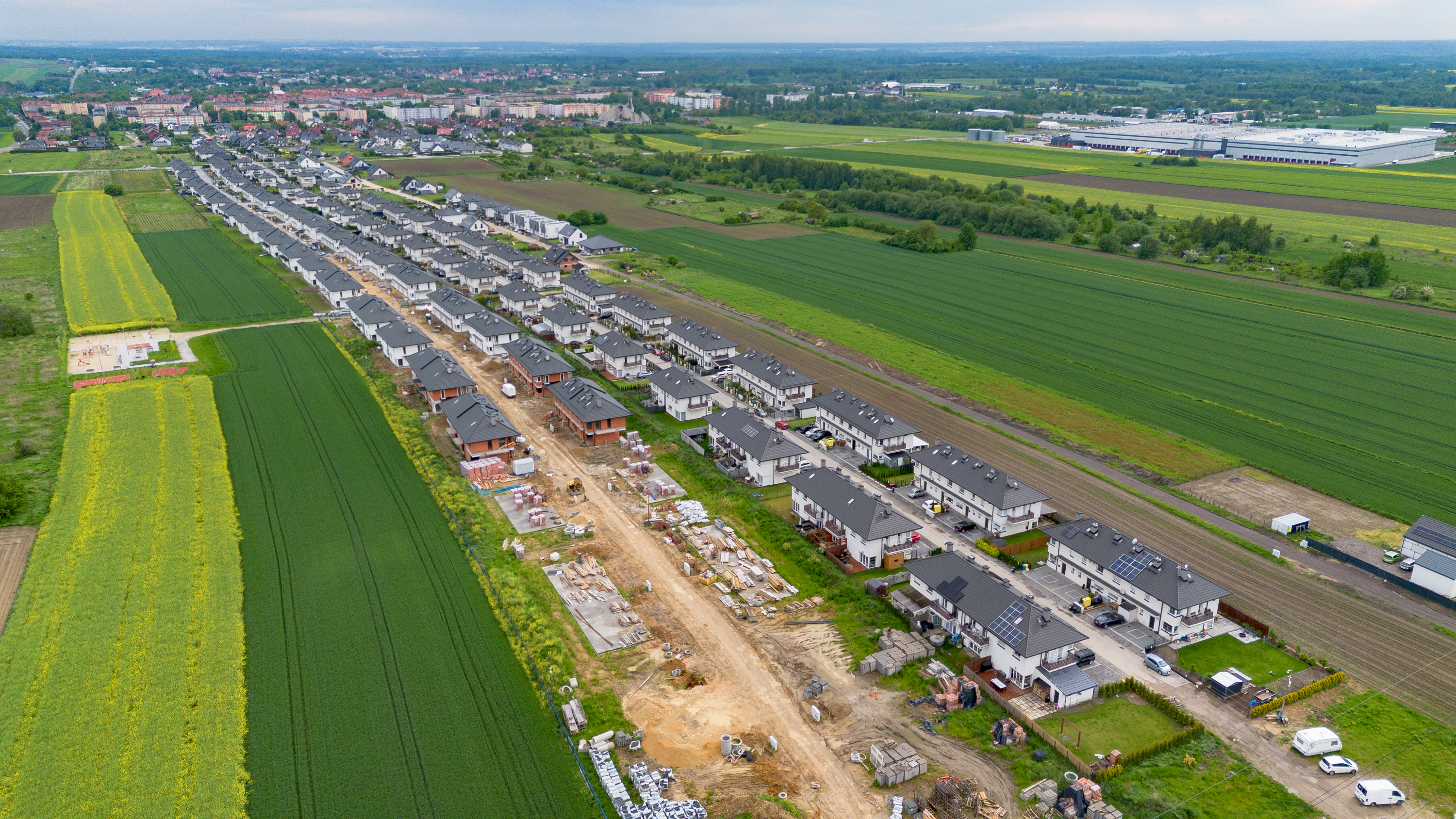
Osiedle mieszkaniowe o niskiej zabudowie przy ul. Poziomkowej
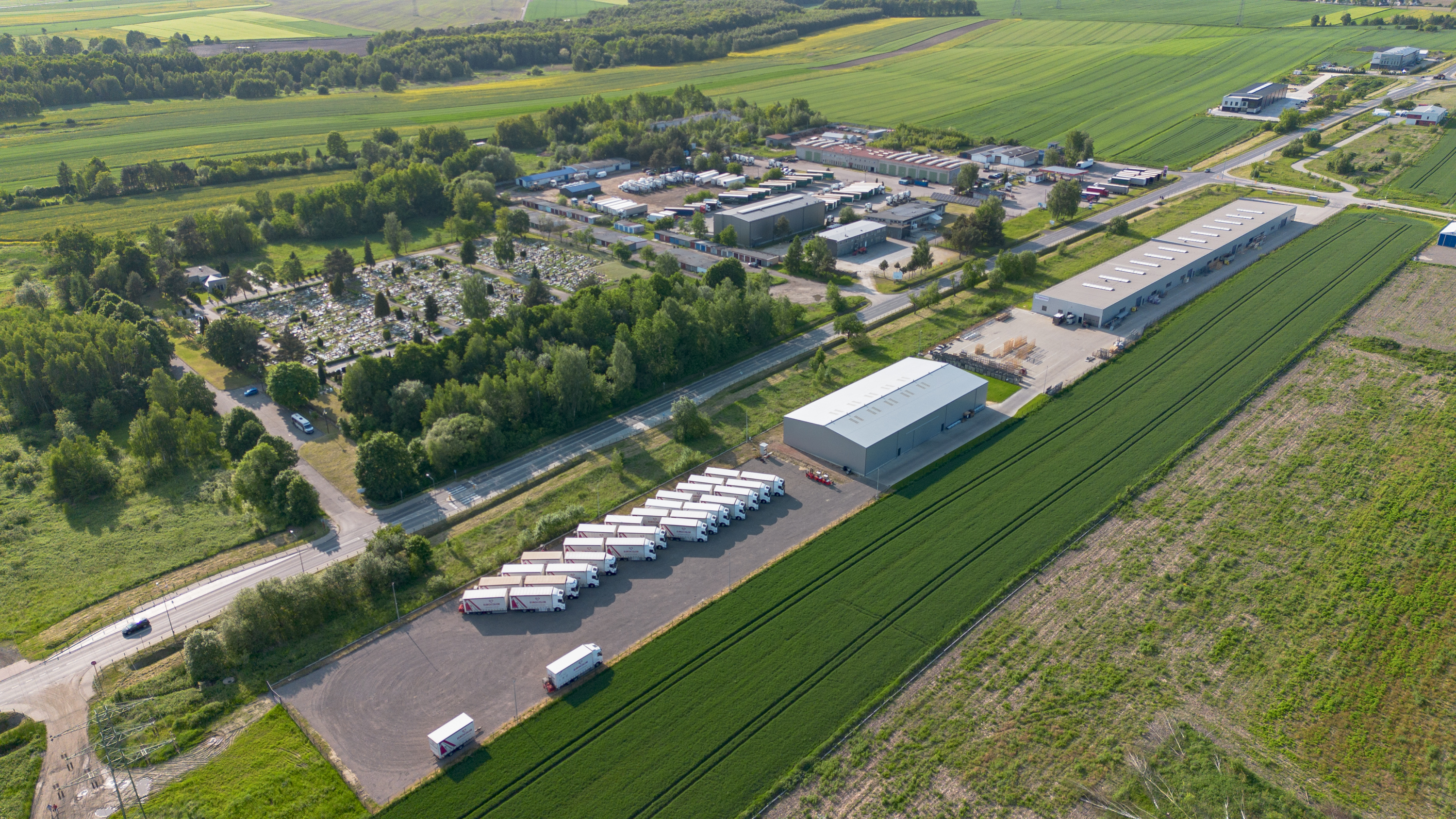
Wjazd do Pyskowic (ul. Poznańska) od strony Toszka.
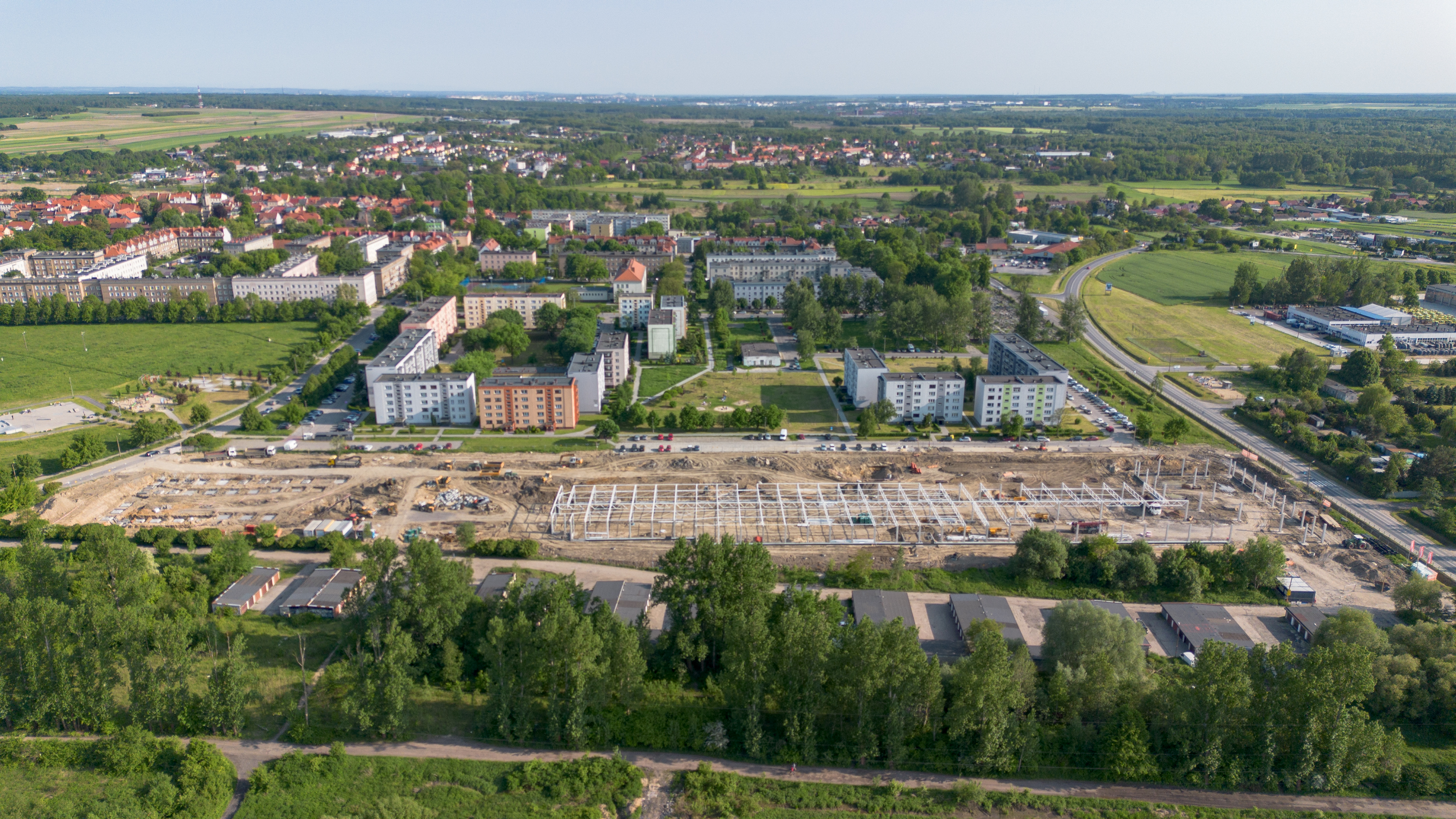
Budowa centrum handlowego przy ul. Poznańskiej/Szpitalnej, 2023.

## Demografia
Dane z 31 grudnia 2012 r.:
| Opis                              | Ogółem | Ogółem | Kobiety | Kobiety | Mężczyźni | Mężczyźni |
| --------------------------------- | ------ | ------ | ------- | ------- | --------- | --------- |
| Jednostka                         | osób   | %      | osób    | %       | osób      | %         |
| Populacja                         | 18 704 | 100    | 9697    | 51,8    | 9007      | 48,2      |
| Gęstość zaludnienia [mieszk./km²] | 605,5  | 605,5  | 313,9   | 313,9   | 291,6     | 291,6     |

Piramida wieku mieszkańców Pyskowic w 2014 r.:

 dane z roku 2014. Aktualne dane znajdziesz na stronie internetowej miasta.

## Nazwa

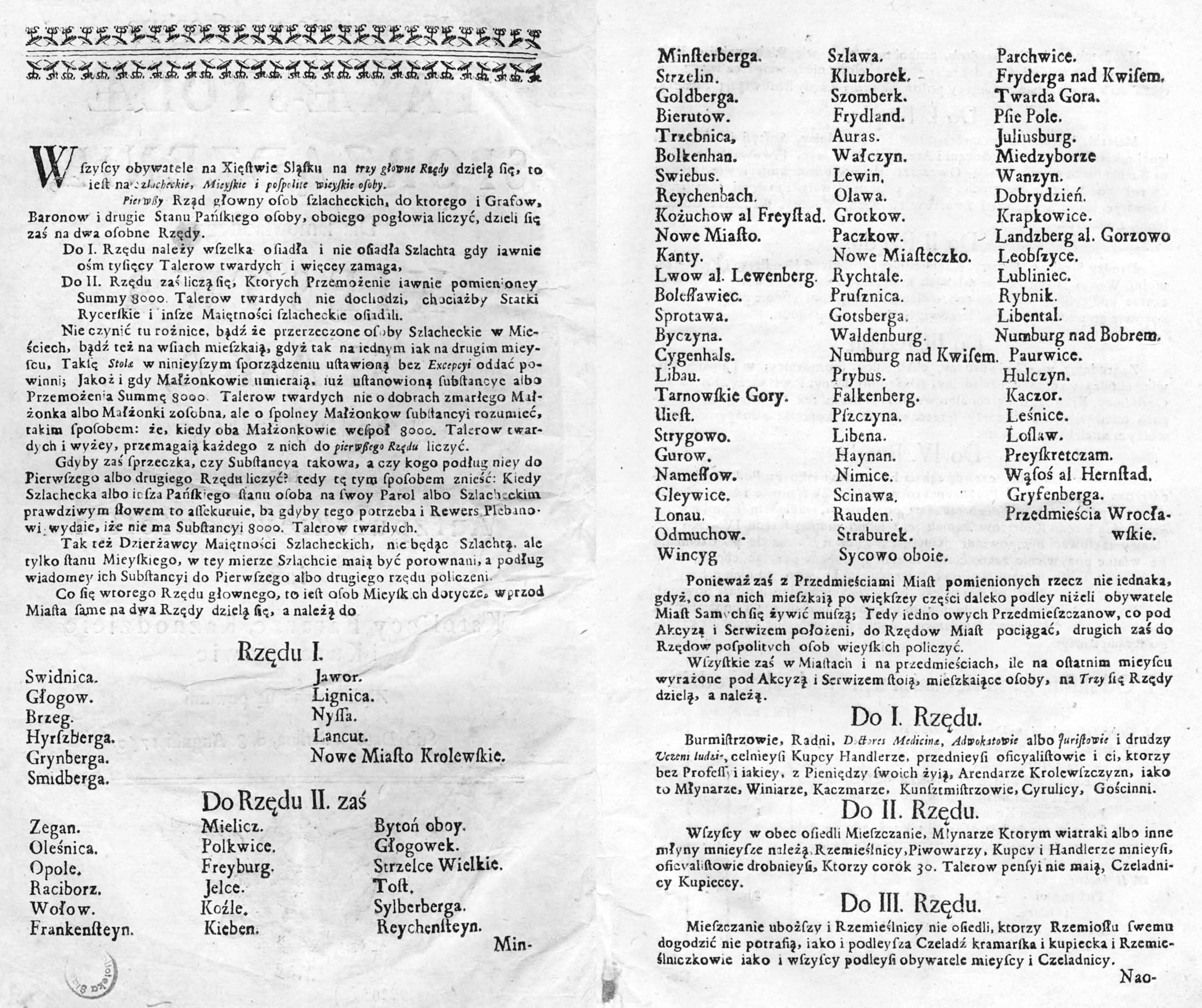
Dokument pruski z 1750 roku

Nazwa patronimiczna pochodząca od nazwy osobowej Pysk.
W księdze łacińskiej Liber fundationis episcopatus Vratislaviensis (pol. Księga uposażeń biskupstwa wrocławskiego) spisanej za czasów biskupa Henryka z Wierzbna w latach 1295–1305 miejscowość wymieniona jest w formie Piscowitz.
Wymienione również jako Piskowicze (1495). W polskojęzycznym dokumencie pruskim z 1750 miejscowość jest określona jako Preyskretczam
W alfabetycznym spisie miejscowości na terenie Śląska wydanym w 1830 r. we Wrocławiu przez Johanna Knie miejscowość występuje pod polską nazwą Piskowice oraz niemiecką Peiskretscham. Statystyczny opis Prus z 1837 r. wymienia dwie nazwy – Peiskretscham oraz Piskowico. Topograficzny opis Górnego Śląska z 1865 r. notuje miejscowość we fragmencie „Der Name hiestiger Stadt ist in deutscher Sprache „Peiskretscham”, in polnischer „Pyskowice” und in lateinischer Pasqua, Urbs pasquotiensis”, czyli w języku polskim „Nazwa miasta w języku niemieckim brzmi „Peiskretscham”, w polskim „Pyskowice” i po łacinie Pasqua, Urbs pasquotiensis”. Polską nazwę Pyskowice w książce „Krótki rys jeografii Szląska dla nauki początkowej” wydanej w Głogówku w 1847 r. wymienił śląski pisarz Józef Lompa.
Obecna nazwa została administracyjnie zatwierdzona 7 maja 1946

## Historia

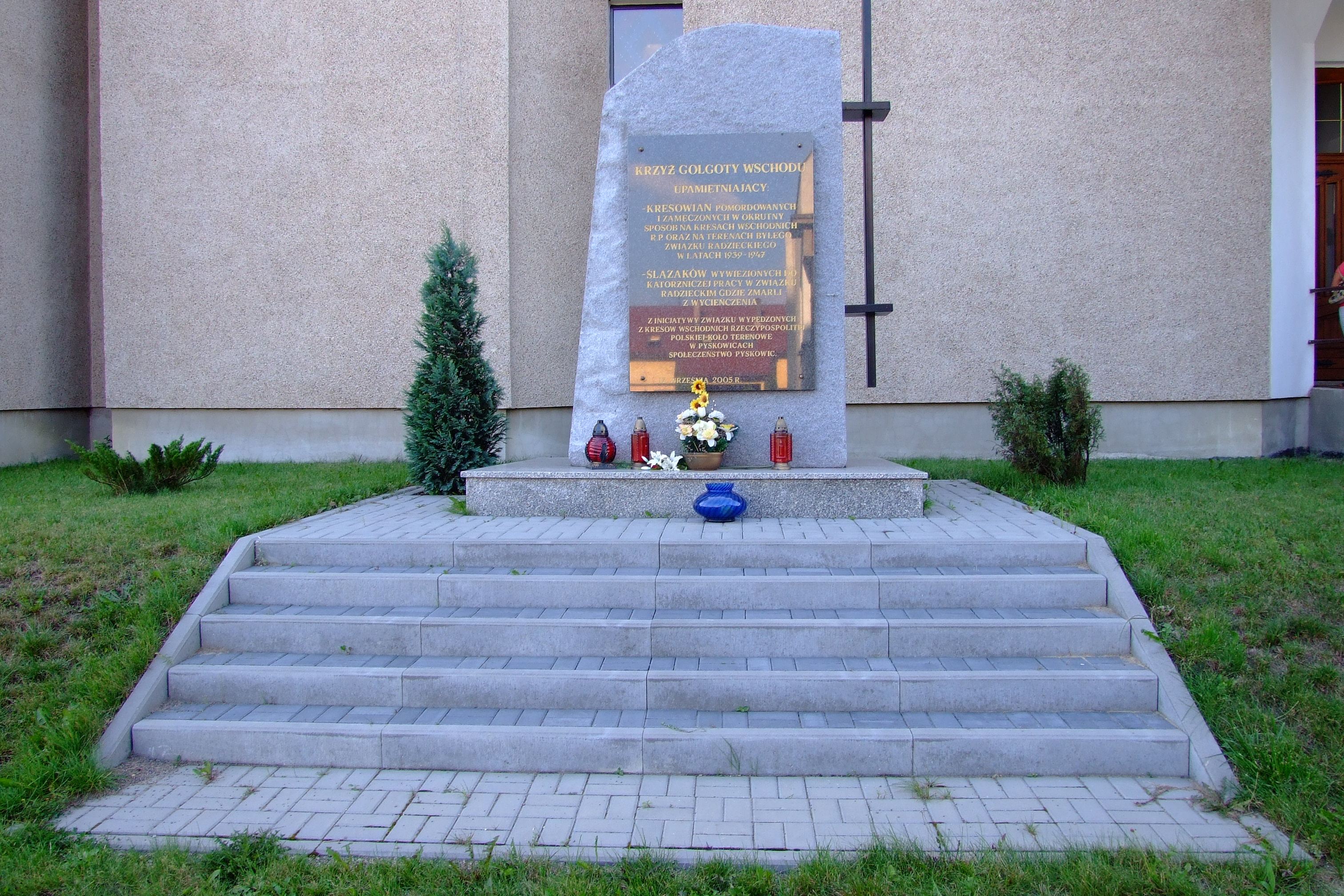
Krzyż Golgoty Wschodu przy parafii Nawrócenia św. Pawła Apostoła

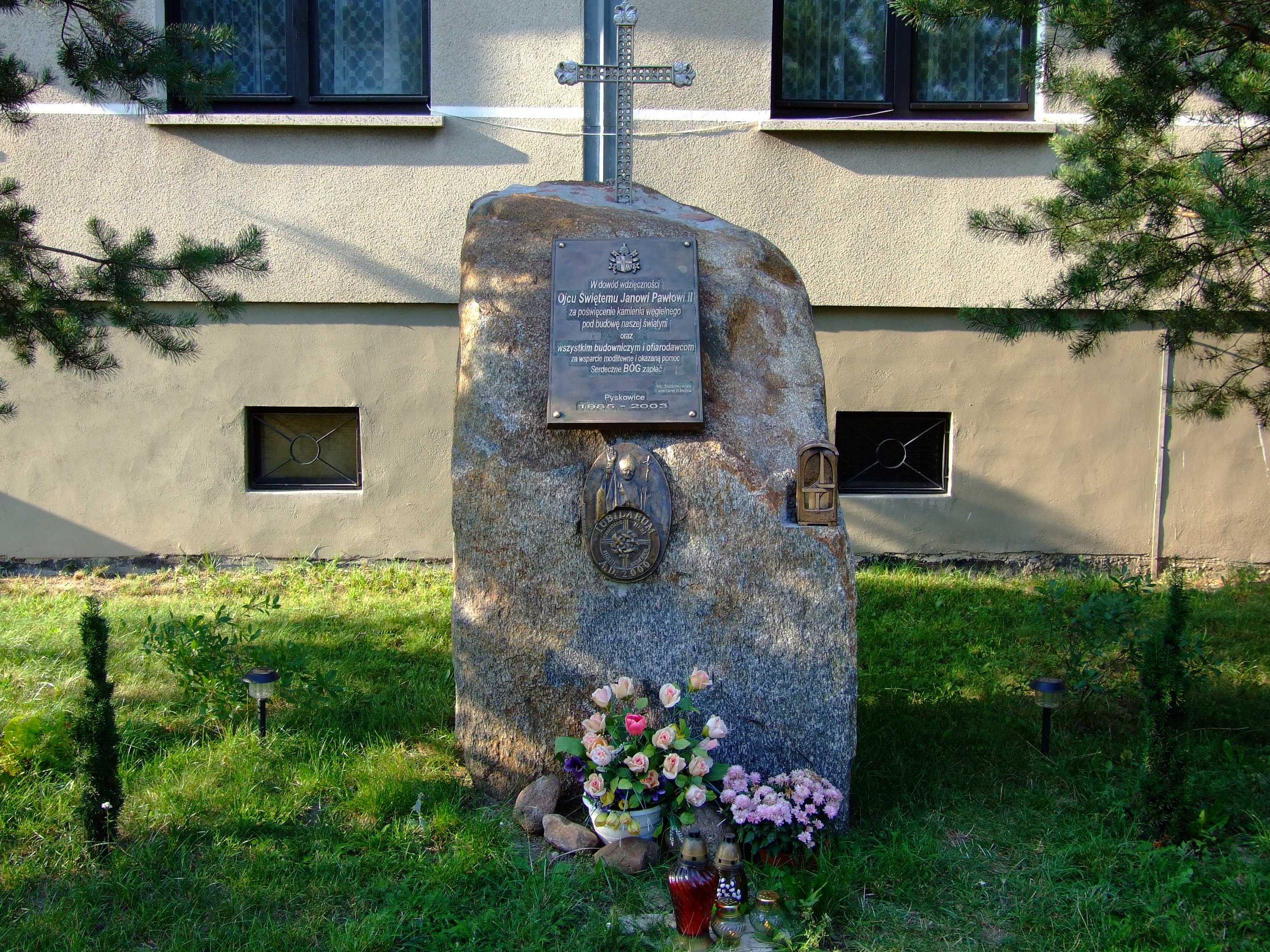
Dowód wdzięczności Janowi Pawłowi II – parafia Nawrócenia św. Pawła Apostoła

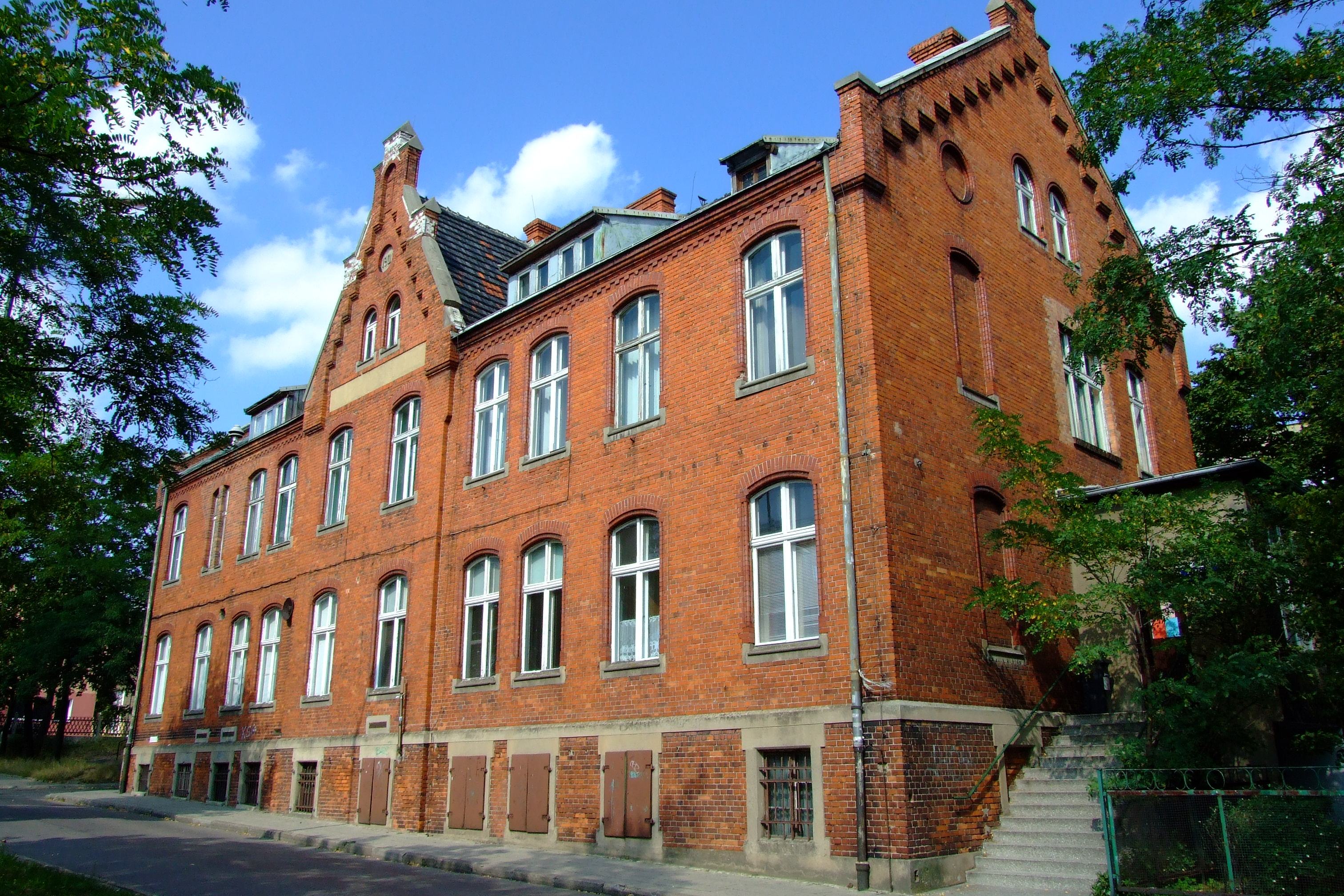
Budynek starego szpitala

Pyskowice są jednym z najstarszych miast Górnego Śląska. Pierwsze zachowane dokumenty wskazują na 1256 r. i postać wrocławskiego biskupa Tomasza, który w dokumentach wymienienia braci „Lutozat” i „Lonek”, potomków „Pisca”. Bracia zwracają się do biskupa o pomoc w utrzymaniu zbudowanego przez nich kościoła. Biskup, pozytywnie rozpatrzył wniosek i nałożył na rzecz kościoła pod wezwaniem św. Pawła w „Piscowiczych” dziesięcinę z kilku sąsiednich wsi.
Dokument ten pozwala przypuszczać, że nazwa miejscowości pochodzi od „Pisca”, być może założyciela osady. Za tym, że osada istniała wcześniej, może przemawiać fakt uczynienia z niej siedziby parafii.
W 1260 r. książę opolski Władysław I nadał osadzie prawa miejskie.
Słowo „miasto” przy niemieckiej nazwie „Pyzenkreczem” spotykamy w 1327 r., w tekście hołdu lennego złożony przez księcia Władysława Bytomskiego (1277–1352) na rzecz Jana Luksemburskiego: „My Władysław, książę kozielski, ogłaszamy i donosimy wszystkim treścią niniejszego pisma, że jesteśmy księciem i wasalem Wielmożnego Pana Naszego Jana, Najjaśniejszego Króla Czech i Polski oraz hrabiego Luksemburga. Od niego będziemy chcieć przyjąć w lenno księstwo nasze kozielskie ze znajdującymi się w nim miastami: Koźlem, Bytomiem, Pyskowicami oraz grodami Toszkiem i Sławięcicami...”
Pyskowice były miastem książęcym w latach 1327 do 1532 r., tj. do śmierci księcia opolskiego Jana II Dobrego. Po jego śmierci jako lenno przeszły w ręce rodu Habsburgów. Przy tej okazji sporządzono urbariusz (księgę wieczystą), która zawiera informacje o ustroju urbanistycznym miasta liczącego 34 domy przy rynku, a przy otaczających go uliczkach – 63. Domy były nieduże, drewniane i kryte słomą lub sitowiem. Działki, na których je wzniesiono, były również nieduże i bardzo wąskie. Miasto otoczone było wałem ziemnym i fosą napełnioną wodą z Dramy. W mury obronne były wbudowane dwie bramy: toszecka i tarnogórska.
Plan miasta był zwyczajowy dla rozwiązań średniowiecznych, gdzie na środku rynku znajdował się ratusz, który we wczesnym okresie miał być budowlą drewnianą. Kościół i cmentarz usytuowano bliżej wałów obronnych. Władzę w mieście, w imieniu księcia, sprawował wójt z ławą miejską. Mieszczanie, obok rolnictwa trudnili się rzemiosłem. Dokumenty miejskie podają, iż na początku XV w. istniały w Pyskowicach cechy: szewców, krawców, piekarzy, rzeźników i stolarzy. Miasto liczyło w tym czasie około 500 mieszkańców.
W Pyskowicach odbywały się dwa jarmarki w ciągu roku: na św. Stanisława (7 maja) i na św. Mikołaja (6 grudnia).
W latach 1430 i 1433 Pyskowice zostały ograbione i spustoszone przez wojska husyckie. Wśród godnych podkreślenia budowli wzniesionych po wojnach husyckich, należy wymienić kościół św. Stanisława przy toszeckiej bramie wjazdowej, a przy nim szpital.
W okresie wojny 30-letniej. w 1622 r. spłonął kościół parafialny, którego odbudowa trwała pięć lat. W latach dwudziestych XVII w. miasto splądrowały walczące wojska, a w 1642 r. w okresie potopu szwedzkiego Pyskowice zdobyły wojska szwedzkie. XVIII w. z klęskami głodu, epidemiami i wojnami (II śląską i 7-letnią) wpłynął na zatrzymanie rozwój miasta. Pyskowice leżące w pobliżu dużych miast Górnego Śląska szybko odbudowały straty demograficzne, o czym świadczy liczba mieszkańców, która w 1787 r. wynosiła 1862.
Na przełomie XVIII i XIX w. powstał w mieście przemysł metalurgiczny oparty na węglu drzewnym. W mieście działały dwa hutnicze piece do wytopu surówki. Od 1808 r. Pyskowice utraciły status miasta prywatnego.
W 1822 r. w Pyskowicach wybuchło 11 pożarów, które doszczętnie zniszczyły miasto. W zgliszczach znalazła się połowa domów, ratusz, kościół, czteroletnia szkoła i spora część zabudowań gospodarczych. Plan odbudowy oparto na kształcie jaki Pyskowice miały w XIII w. Liczba mieszkańców Pyskowic w 1823 r. wynosiła już 2950 osób. W 1879 r. Pyskowice znalazły się na trasie linii kolejowej z Opola do Gliwic, a w ślad za tym stały się miejscem stacji rozrządowej w 1898 r. W tym okresie rozpoczęła się budowa osiedla dla kolejarzy i systematyczna modernizacja stacji kolejowej. Według niemieckiego spisu powszechnego w 1910 roku liczba mieszkańców Pyskowic wynosiła 5331 osób, z których 1597 zadeklarowało język polski jako ojczysty, a 3185 język niemiecki. Okres szybkiego rozwoju miasta zatrzymała I wojna światowa i wydarzenia po jej zakończeniu. Powstania śląskie miały bardzo ostry przebieg w Pyskowicach. W ramach plebiscytu w 1921 roku w Pyskowicach zdecydowana większość, bo 2503 głosów opowiedziało się za pozostaniem w Niemczech, a 895 za przyłączeniem do Polski. Po podziale Górnego Śląska w 1922 roku Pyskowice pozostały w granicach Niemiec.
Na przełomie lat 20 i 30 XX w. nastąpił przestrzenny rozwój miasta. Sprzyjała temu parcelacja folwarku na Zaolszanach Wielkich. W rejonie obecnego placu Żwirki i Wigury i sąsiednich ulic budowano domy dla kolejarzy, a następnie dla górników i hutników pracujących poza Pyskowicami.
W czasie II wojny światowej Niemcy wycofując się wysadzili budynek szkoły podstawowej i jeden z budynków sąsiadujących z pocztą. Podczas II wojny światowej w styczniu 1945 r. miasto zajęła Armia Czerwona, która spaliła część zabudowy miejskiej. Następnie miasto przyłączono do Polski. W marcu 1945 r. Pyskowice przejęły władze polskie. Do końca lat 40 XX w. odbudowano spalone domy w rynku i sąsiednich ulicach, zachowując charakter zabytkowy. Na początku lat 50 XX w. zapadła decyzja budowy osiedla mieszkaniowego w północnej części miasta.
Kalendarium:
- 1256 – pierwsze wzmianki o wsi;
- 1260 – prawdopodobne otrzymanie praw miejskich (jako miasto wzmiankowane w 1327);
- 1281 – 1355 – przynależność do księstwa bytomskiego;
- 1338 – miasto padło ofiarą zarazy;
- 1355 – własność książąt cieszyńskich;
- 1414 – własność książąt oświęcimskich;
- 1430 i 1433 – rabunek przez husytów (Biedrzych ze Strażnicy);
- 1455 – przynależność do księstwa toszeckiego;
- 1484 – własność króla czeskiego Władysława Jagiellończyka, który sprzedał je Janowi Sokołowskiemu;
- 1497 – odkupienie księstwa toszeckiego przez książąt opolskich;
- 1532 – własność margrabiego brandenburskiego Jerzego Hohenzollerna;
- 1558 – własność rodziny Redernów;
- 1581 – ścięcie burmistrza Tomasza Czecha na rozkaz Rederna;
- 1626 – rabunek miasta przez wojska duńskie Mansfelda;
- 1627 – pożar miasta;
- 1637 – własność rodziny Kolowrat-Liebsteinsky;
- 1638 – własność rodziny Collonów;
- 1680 – pożar miasta;
- 1707 – własność rodziny Peterswaldskich;
- 1718 – własność rodziny Kotulińskich;
- 1759 – własność rodziny Wehner-Posadowskich;
- 1791 – własność rodziny Eichendorfów;
- 1797 – własność rodziny Gaszyńskich;
- 1808 – upaństwowienie miast prywatnych;
- 1822 – pożar miasta;
- 1841 – własność rodziny Guradze;
- 1879 – wybudowanie linii kolejowej Opole–Bytom;
- 1890 – proboszczem został ks. Jan Piotr Chrząszcz (1857–1928);
- 1921 – podczas plebiscytu 2/3 ludności głosowało za przynależnością do Niemiec;
- 22 stycznia 1945 wkroczenie Armii Czerwonej do miasta.

## Architektura

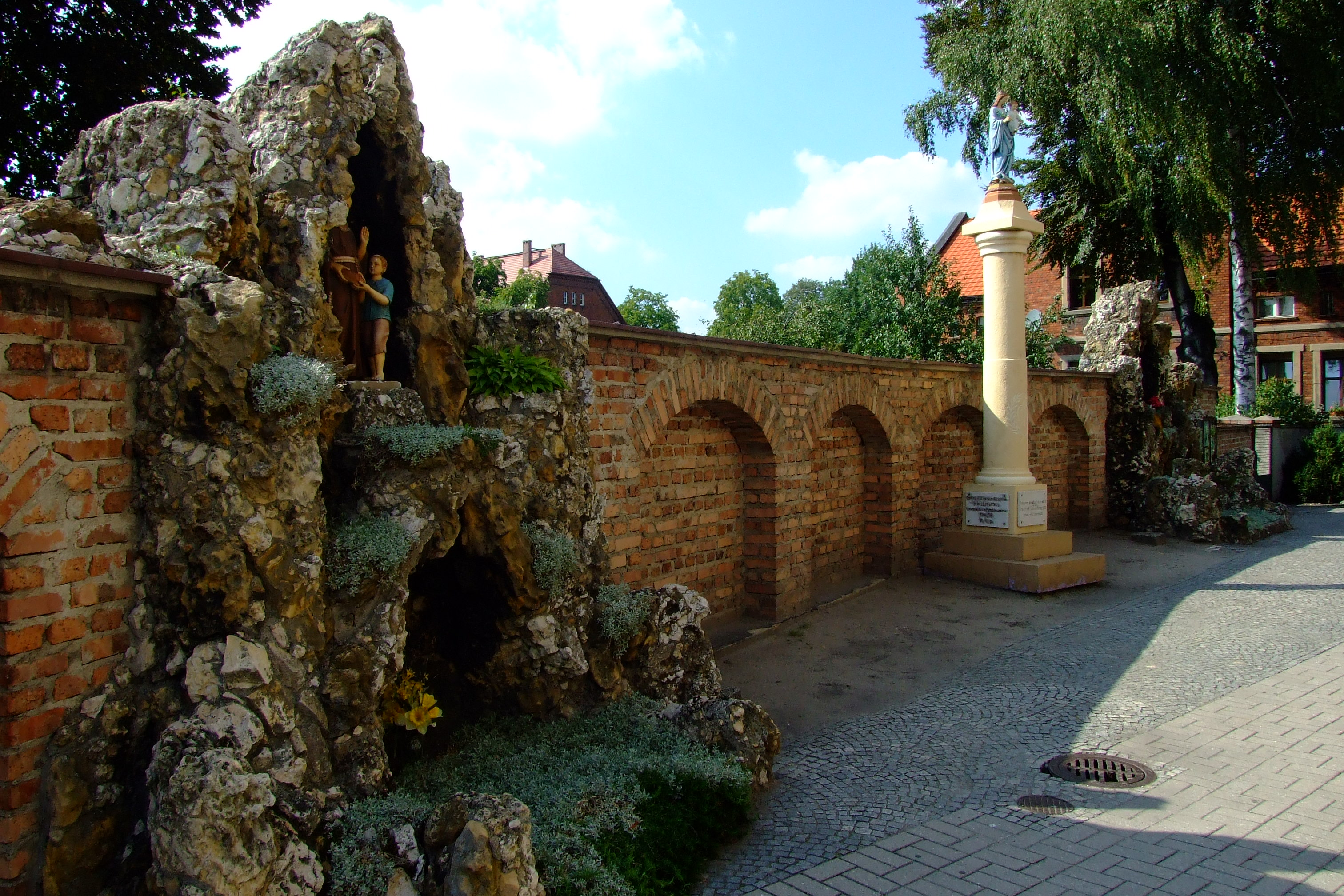
Groty skalne przy kościele św. Mikołaja

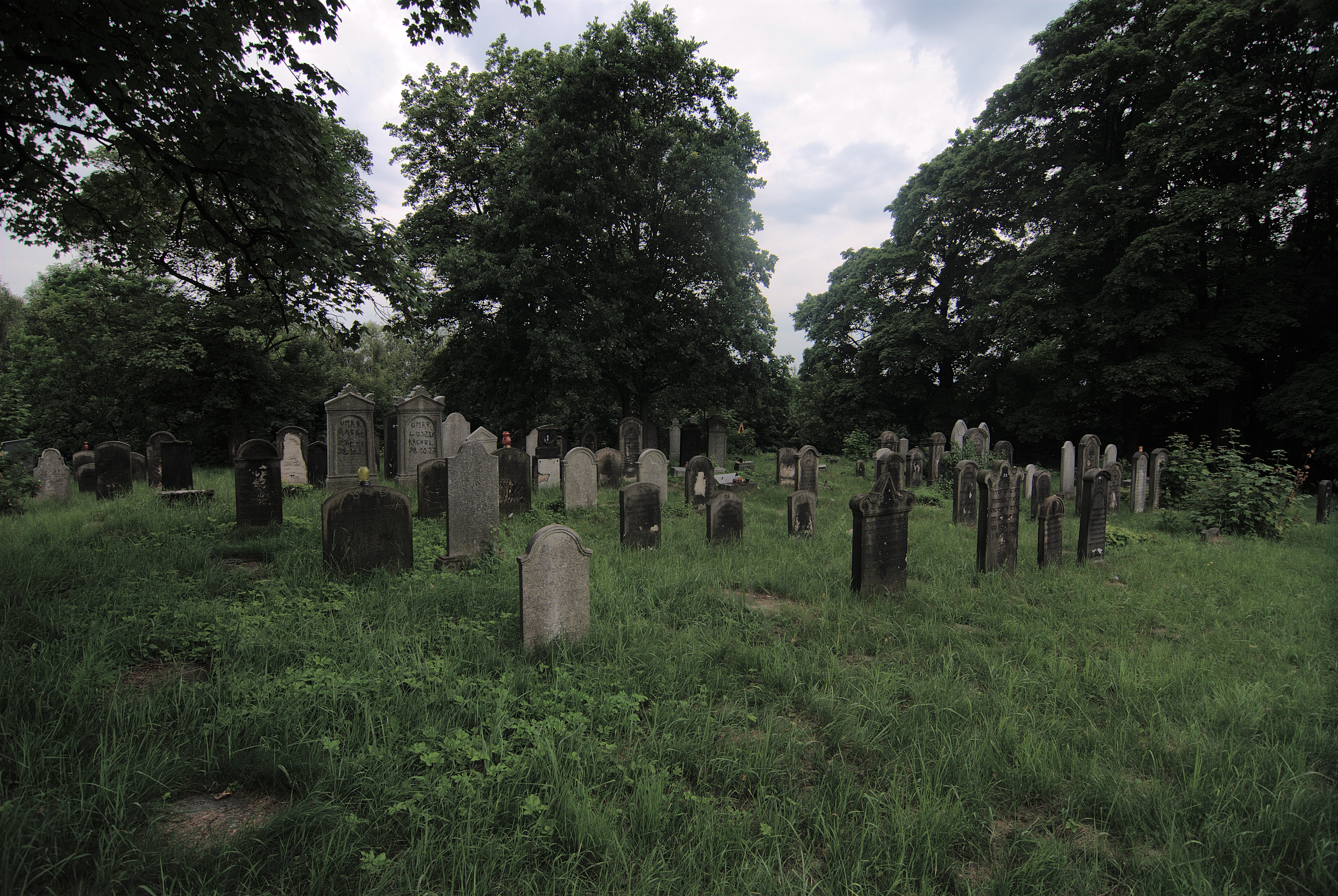
Cmentarz żydowski w Pyskowicach

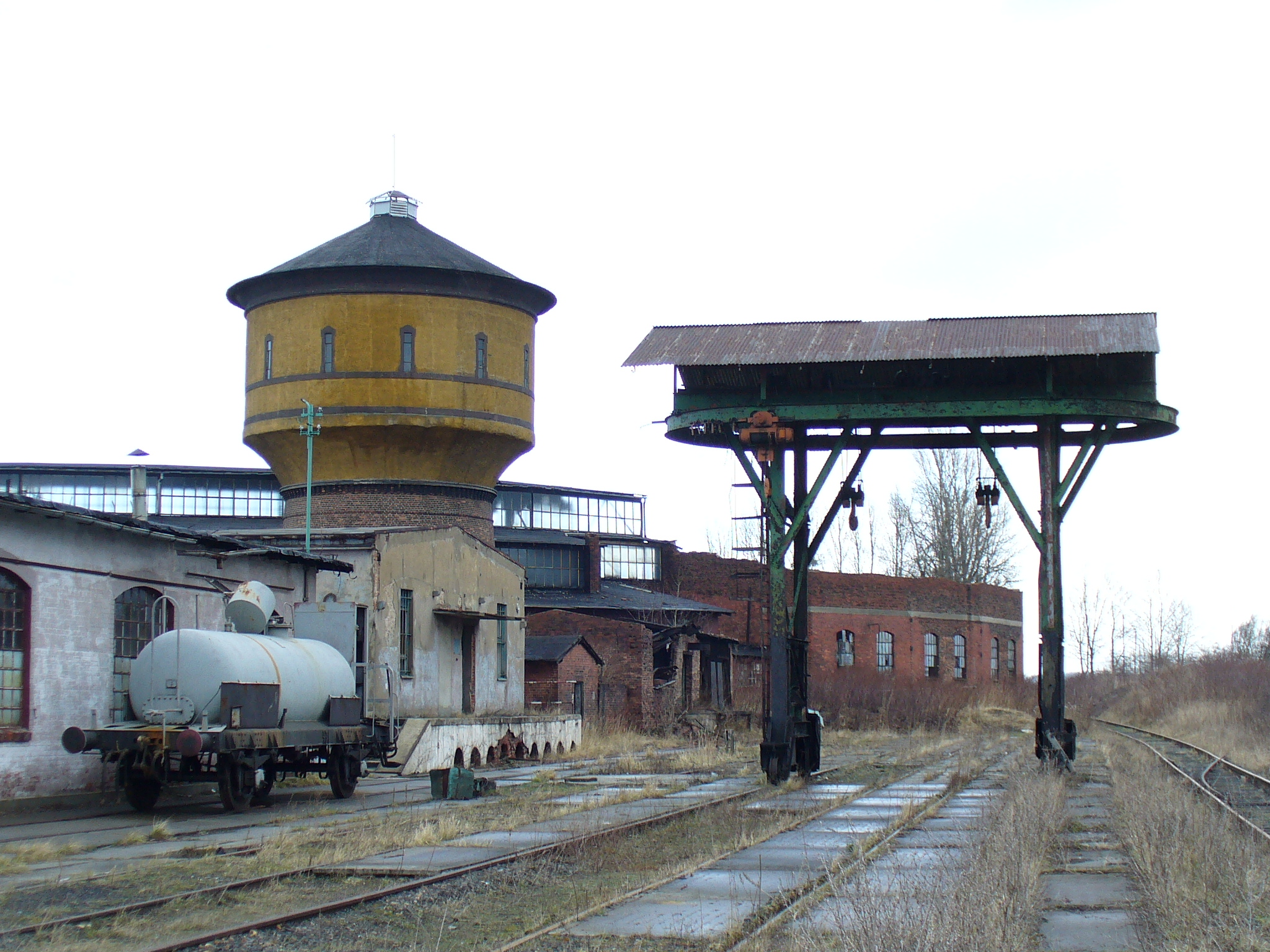
Skansen kolejowy w Pyskowicach

Pyskowice zasadniczo dzielą się na 2 części: Stare Pyskowice – tak zwana "Stara Bana" (południowa część miasta) i Nowe Pyskowice – tak zwane "Osiedle" lub "Nowe Pyskowice" (północna część miasta). Na dwie części Pyskowice dzieli rzeka Drama oraz równolegle do rzeki wybudowana obwodnica z Bytomia do Opola - DK94. Nowe Pyskowice poza starówką to budynki z lat pięćdziesiątych w stylu socrealistycznym i bloki z Wielkiej płyty (Osiedle Wieczorka). Na terenie Nowych Pyskowic znajduje się rynek z ratuszem i kamieniczkami stanowiące starówkę miasta. Stare Pyskowice to budynki z lat trzydziestych, stary dworzec kolejowy, osiedle z wielkiej płyty (Osiedle Traugutta) i dzielnica domków jednorodzinnych. 
W części Starych Pyskowic znajduje się również dzielnica Dzierżno niegdyś osobna wieś oraz dzielnica Zaolszany. Zabudowa obu dzielnic jest typowo wiejska z wieloma gospodarstwami rolnymi. W dzielnicy Dzierżno znajdują się dwa sztuczne jeziora: Dzierżno Małe z wieloma ośrodkami rekreacyjnymi i Dzierżno Duże. W dzielnicy Zaolszany znajduje się zabytkowy cmentarz żydowski przy drodze nr 901.

### Zabytki
Pyskowice zostały bardzo dobrze odbudowane po zniszczeniach wojny lub czasów powojennych. Najważniejsze zabytki usytuowane są w obrębie rynku, czyli starego miasta:
- Stare Miasto – zachowany średniowieczny układ urbanistyczny starego miasta.
- Domy mieszkalne w rynku i na starym mieście – zabytkowe budynki z XVIII i XIX w.
- Fontanna – zabytkowa fontanna na rynku.
- Ratusz miejski – obiekt z 1822 r. (obecnie Muzeum Miejskie).
- Kościół Świętego Mikołaja – kościół z XIX w.
- Kościół Świętego Stanisława – kościół cmentarny z 1865–1868 r.
- Kościół Ewangelicko-Augsburski Apostołów Piotra i Pawła – kościół z 1879 r.
- Droga krzyżowa – 14 stacji drogi krzyżowej z XVIII w.
- Cmentarz żydowski – kirkut z 1830 r.[25]
- Skansen Kolejowy – skansen Towarzystwa Ochrony Zabytków Kolejnictwa.

## Kultura
- Klub Filmowy JAŚ w Miejskim Ośrodku Kultury i Sportu
- Miejska Biblioteka Publiczna
- Miejski Ośrodek Kultury i Sportu
- Muzeum Miejskie
- Ognisko Pracy Pozaszkolnej
- Społeczne Ognisko Muzyczne
- Kolektyw społeczny "Stacja Pyskowice"
- Towarzystwo Ochrony Zabytków Kolejnictwa i Organizacji Skansenów Pyskowice

## Wspólnoty wyznaniowe
Na terenie Pyskowic działalność religijną prowadzą następujące Kościoły i związki wyznaniowe:
- Kościół rzymskokatolicki:
  - parafia św. Mikołaja
  - parafia Nawrócenia św. Pawła
  - parafia Matki Boskiej Nieustającej Pomocy
- Kościół Ewangelicko-Augsburski:
  - parafia Apostołów Piotra i Pawła
- Świadkowie Jehowy (Sala Królestwa ul. Magazynowa 27)[26]:
  - zbór Pyskowice-Wschód
  - zbór Pyskowice-Zachód

## Edukacja

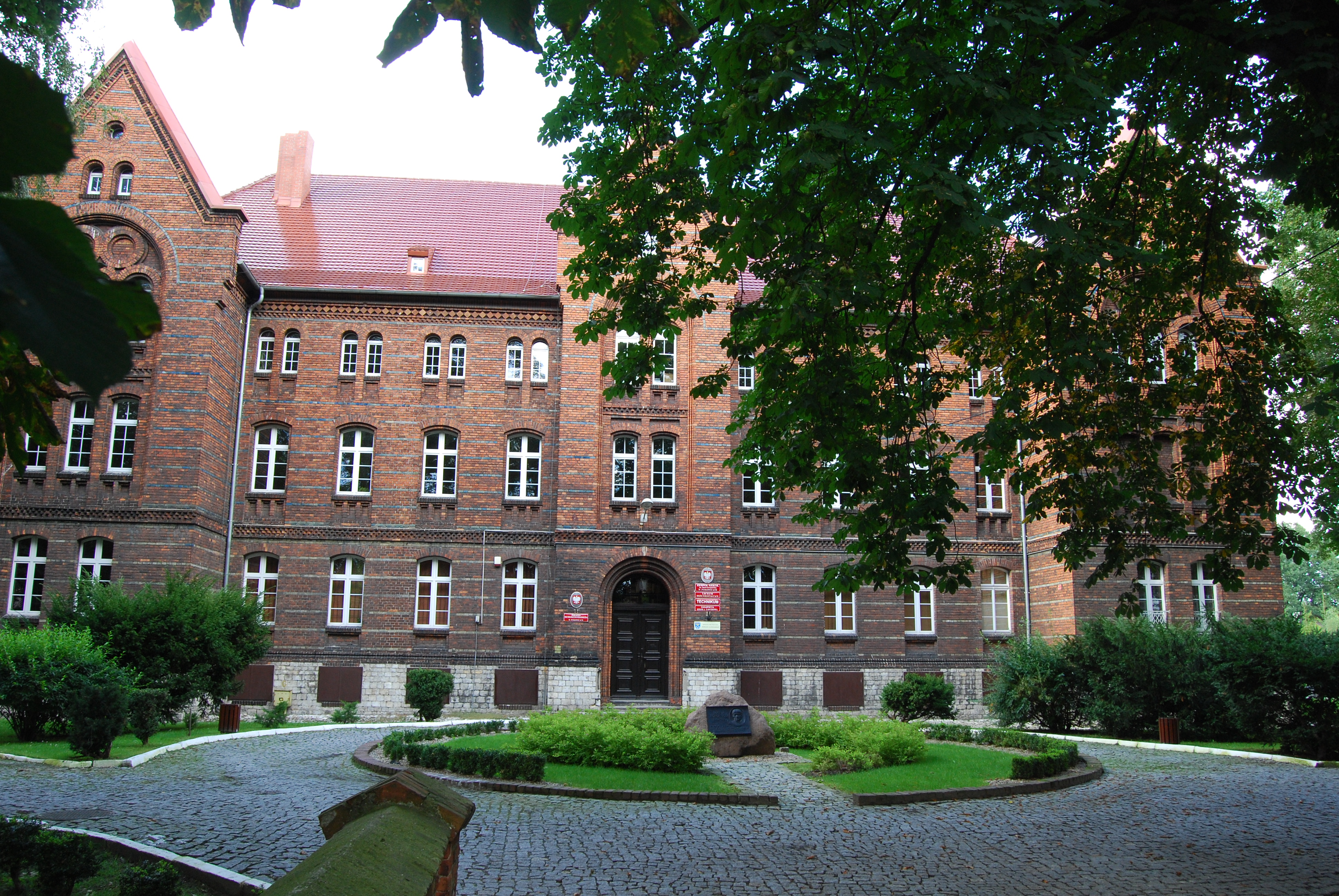
Zespół Szkół im. M. Konopnickiej w Pyskowicach

### Żłobki
- Miejski Żłobek Integracyjny

### Przedszkola
- Przedszkole nr 1
- Przedszkole nr 2
- Przedszkole nr 3
- Przedszkole nr 4
- Przedszkole nr 5

### Szkoły podstawowe
- Szkoła Podstawowa nr 3 im. Noblistów Polskich (dawniej gimnazjum nr 1)
- Szkoła Podstawowa nr 4 im. Jarosława Dąbrowskiego
- Szkoła Podstawowa nr 5 im. Janusza Korczaka
- Szkoła Podstawowa nr 6 im. Aleksandra Zawadzkiego do 1999 roku, obecnie nie ma patrona

### Szkoły średnie
- Liceum Ogólnokształcące w ZS im. Marii Konopnickiej
- Liceum Profilowane w ZS im. Marii Konopnickiej
- Technikum w ZS im. Marii Konopnickiej
- Zasadnicza Szkoła Zawodowa w ZS im. Marii Konopnickiej
- Zespół Szkół Specjalnych

### Inne
- Poradnia Psychologiczno-Pedagogiczna
- Zespół Obsługi Placówek Oświatowych
- Ognisko Pracy Pozaszkolnej
- Miejski Ośrodek Kultury i Sztuki (MOKiS)
- Miejski Ośrodek Sportu i Rekreacji (MOSiR)

## Turystyka
Przez Pyskowice przebiega szlak turystyczny:
- – Szlak Okrężny Wokół Gliwic

## Komunikacja miejska
Na terenie Pyskowic kursuje 12 linii autobusowych obsługiwanych przez ZTM GZM (linie: 20, 71, 152, 153, 207, 208, 184, M105, 707, 737, 739, 791) ponadto kursują lokalne autobusy GTV (ex. PKS Gliwice). Linie ZTM łączą Pyskowice z Bytomiem, Dzierżnem, Gliwicami, Łabędami, Tarnowskimi Górami, Wielowsią, Toszkiem, Paczyną.
Stacja kolejowa w Pyskowicach obsługuje połączenia osobowe kat. R (regio) do Opola (p. Toszek, Strzelce Opolskie) i Gliwic, oraz pociągi dalekobieżne kat. IC spółki PKP IC do Białogardu, Brzegu, Bydgoszczy, Trójmiasta, Gliwic, Gniezna, Inowrocławia, Katowic, Koszalina, Krakowa, Leszna, Opola, Piły, Poznania, Słupska, Ustki i Wrocławia.

## Transport

### Drogowy
Drogi Wojewódzkie:
- droga wojewódzka nr 901 (Olesno, Zawadzkie, Sieroty, Pyskowice, Gliwice)

Drogi Krajowe:
- droga krajowa nr 40 (Głuchołazy, Prudnik, Kędzierzyn-Koźle, Pyskowice)
- droga krajowa nr 94 (Kraków, Dąbrowa Górnicza, Bytom, Pyskowice, Opole, Brzeg, Oława, Wrocław, Legnica)

Autostrady:
- autostrada A4 (w odległości 14 km od Pyskowic)
- autostrada A1 (w odległości 13 km od Pyskowic)

### Kolejowy
Pyskowice posiadają stację kolejową, na której zatrzymują się pociągi Regio i niektóre pociągi IC. Najczęstsze kursy pociągów Regio zatrzymujących się na pyskowickiej stacji zmierzają do Opola i Gliwic, składy dalekobieżne spółki PKP Intercity oferują połączenia do takich miast jak Wrocław, Kraków, Mysłowice, Poznań, Gdańsk, Gdynia, Sopot i Bydgoszcz. Przez Pyskowice przechodzi linia kolejowa 132 oraz magistrala węglowa Gliwice - Lubliniec. W latach osiemdziesiątych istniało jeszcze bezpośrednie połączenie do Lublińca. Budynek dworca kolejowego od marca 2021 r. jest remontowany przez gminę Pyskowice. Do 2025 r. zostanie w nim utworzona poczekalnia oraz kompleks rozrywkowo-kulturalny "Stacja Kultury".
Do lat 90. część pociągów kończyło swoją trasę na stacji Pyskowice Miasto, która została oddana od użytku w 1964 r. (budynek w 1969 r.) na krańcu nowo wybudowanego osiedla mieszkaniowego. W związku z dynamicznym rozwojem Pyskowic, stacja "Miasto" cieszyła się sporym ruchem, głównie pracowniczym, wśród zatrudnionych w pobliskim Bumarze Łabędy oraz Hucie Łabędy. Linię 198 do Pyskowic Miasta zlikwidowano na początku lat dwutysięcznych, a budynek dworca został zaadaptowany jako bar, później sklep narzędziowy. Obecnie nie jest używany, pozostałość peronów zasypano. Trwa dyskusja nt. zasadności przywrócenia połączenia kolejowego do st. Pyskowice Miasto w ramach Kolei Metropolitalnej Metropolii GZM.
Zarówno stacja Pyskowice jak i Pyskowice Miasto odgrywały znaczące role w projekcie budowy Kolei Ruchu Regionalnego, której budowa ruszyła w połowie lat 80. "Miasto" miało być stacją końcową/początkową systemu szybkiej kolei aglomeracyjnej, natomiast przy zetknięciu ul. Mickiewicza z linią 132, rozpoczęto budowę Stacji Zaplecza Technicznego (Postojowej) KRR.
Na początku lat 70. powstał pomysł utworzenia w Pyskowicach filii Muzeum Kolejnictwa w Warszawie. Idei nigdy nie zrealizowano, mimo iż zostały podjęte pierwsze działania mające na celu zgromadzenie w Pyskowicach przyszłych eksponatów muzeum (sprowadzono kilka parowozów kończących służbę). W 1993 r. powrócono do pomysłu utworzenia muzeum dzięki inicjatywie prywatnej pasjonatów kolejnictwa, w efekcie czego kilkanaście sztuk taboru kolejowego zostało odrestaurowanych lub przeznaczonych do odrestaurowania i wyeksportowanych za granicę (m.in. do Belgii, Holandii i Wielkiej Brytanii), a od 1998 r. w budynku dawnej parowozowni działał skansen kolejowy. Po katastrofie budowlanej w roku 2004 (zawaleniu uległ dach budynku), działalność skansenowa została przeniesiona w rejon dawnej wagonowni. Obecnie została zawieszona ze względu na utrudniony dostęp do torowiska, oraz trudności w przeprowadzaniu zwiedzania na tym terenie.
Wzdłuż stacji kolejowej PKP, od strony południowej przebiega jednotorowy (dawniej dwutorowy) szlak linii piaskowej nr 301. We wrześniu 2020 r. zorganizowano pierwszy od 24 lat przejazd poc. osobowego (specjalnego) po linii 301. Do przejazdu zaproszono samorządowców, w celu ukazania im walorów turystycznych piaskowej nitki. Do końca 2020 r. była to ostatnia, czynnie działająca linia kolei piaskowych, wykorzystująca w planowej pracy most podsadzkowy Wojciech w Zabrzu. Staraniem kolektywu Stowarzyszenia "Kolej na Śląsk", "Towarzystwa Entuzjastów Kolei", TOZK Pyskowice, oraz "Stacji Pyskowice" prowadzone były dyskusje nt. możliwości przejęcia części torowiska od KP Kotlarnia i wykorzystania ich w celach podłączenia skansenu kolejowego do uruchamiania pociągów turystycznych. Jedynie część założeń udało się spełnić.
W ostatnich latach przeprowadzany był generalny remont dawnego budynku dworca kolejowego PKP Pyskowice. Po przejęciu budynku w 2018 r. przez gminę, zaczęto planować uruchomić na powrót poczekalnię dworcową oraz filię Domu Kultury pn. "Stacja Kultury". Prace nad remontem zaczęły się w 2020r. Po 32 miesiącach pracy, 11 stycznia 2024r. otworzyła się Stacja Kultury oraz poczekalnia.

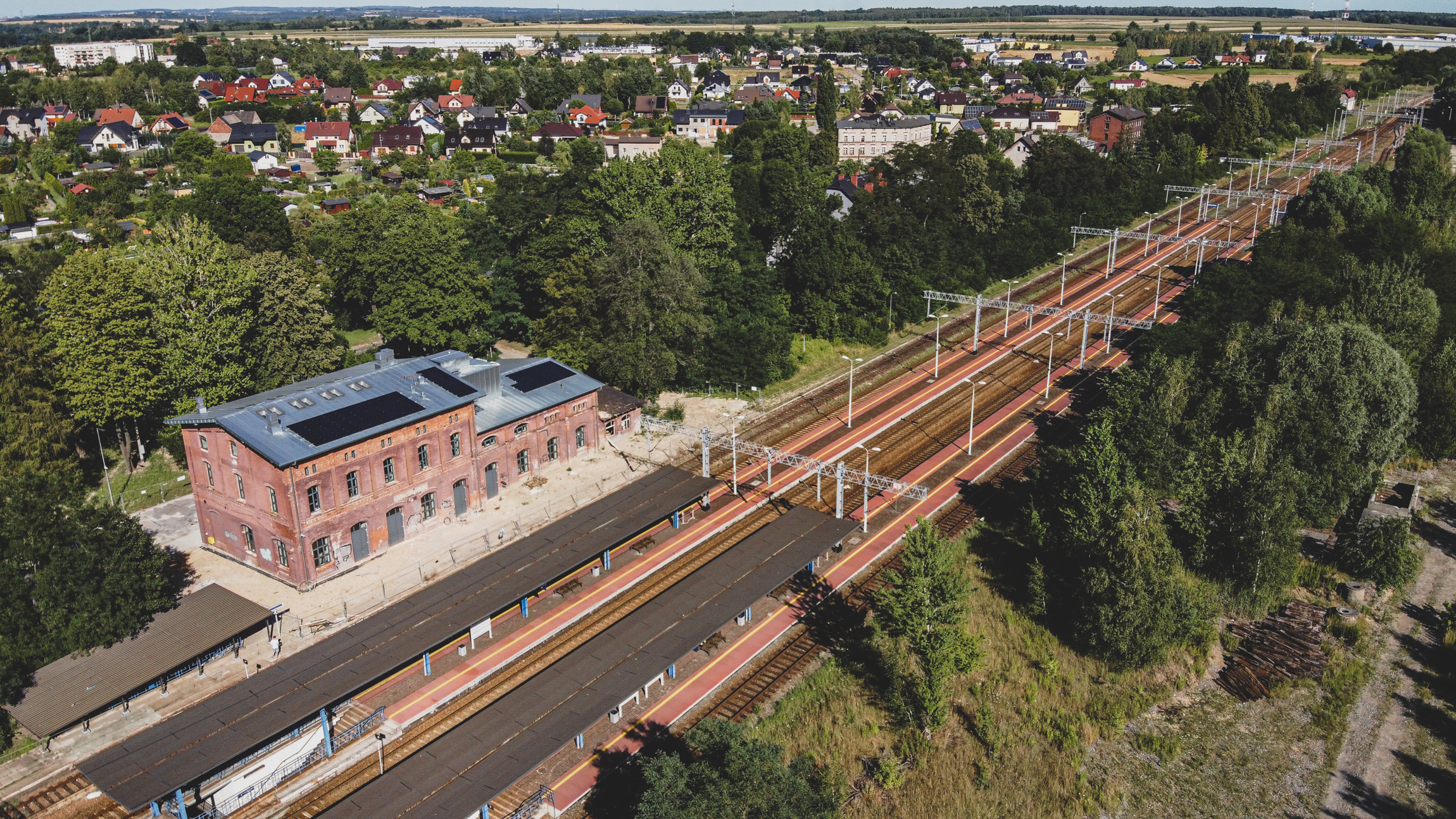
Dawny dworzec kolejowy (przyszła Stacja Kultury) - 2021
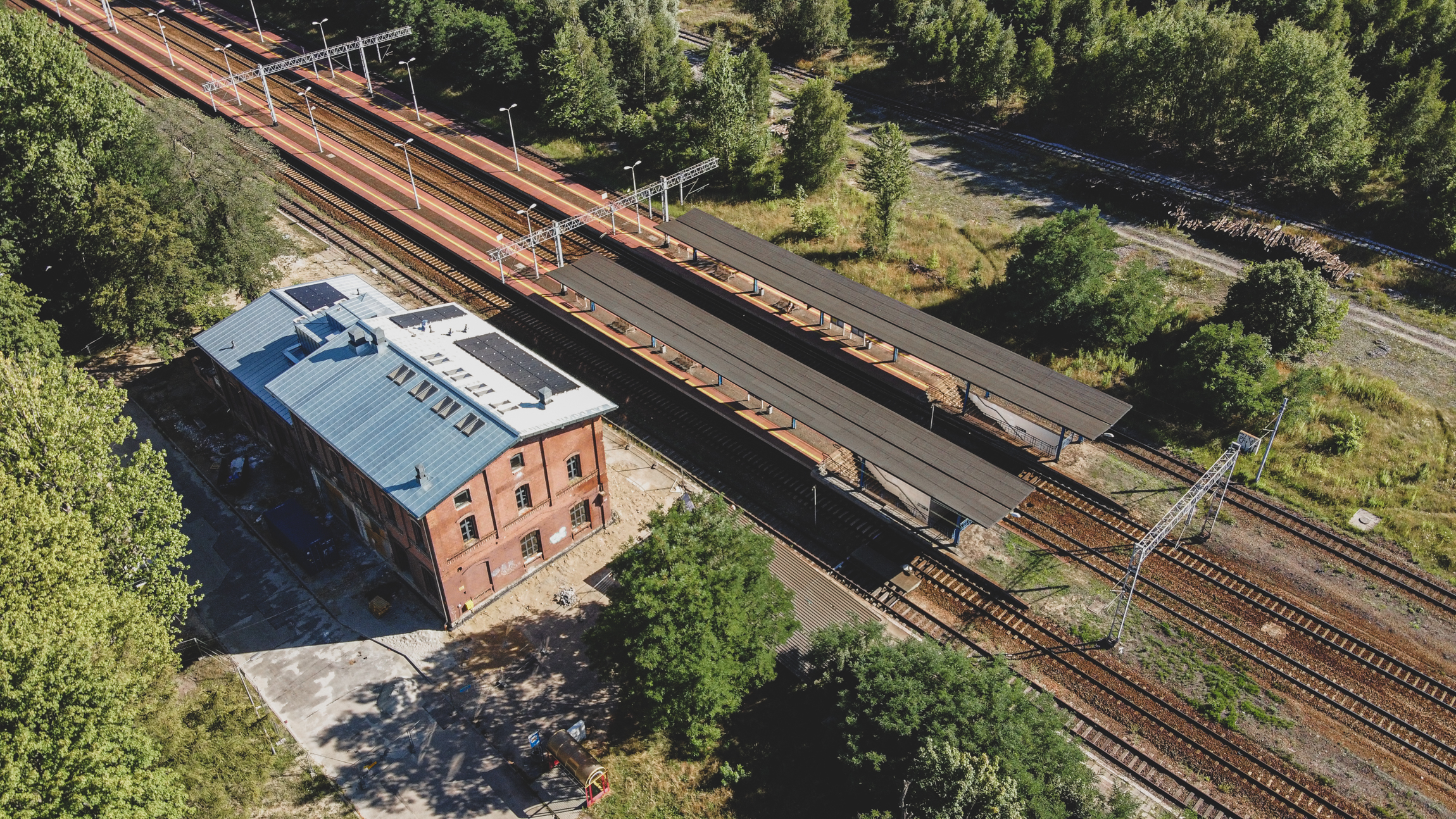
2022
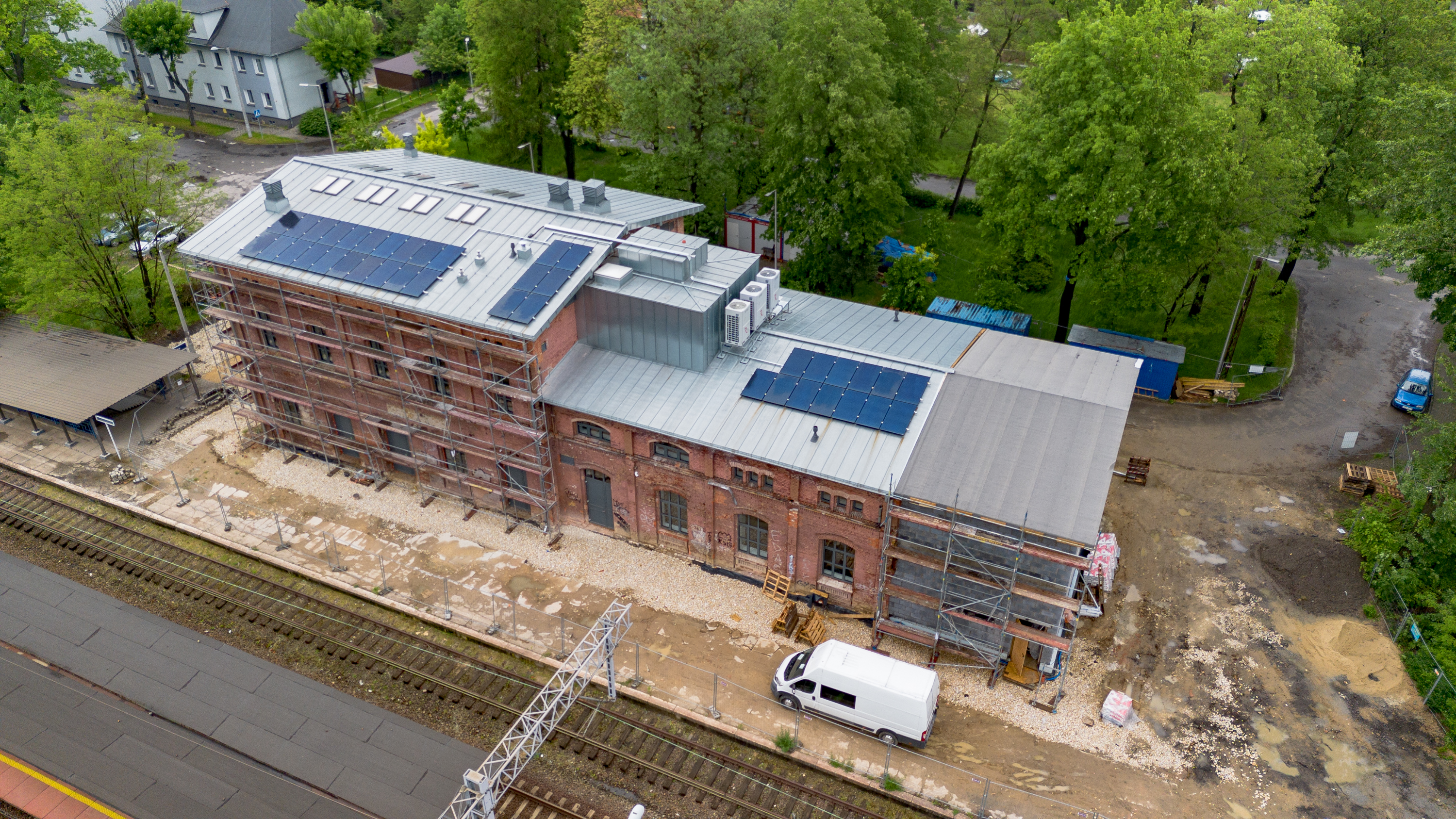
2023
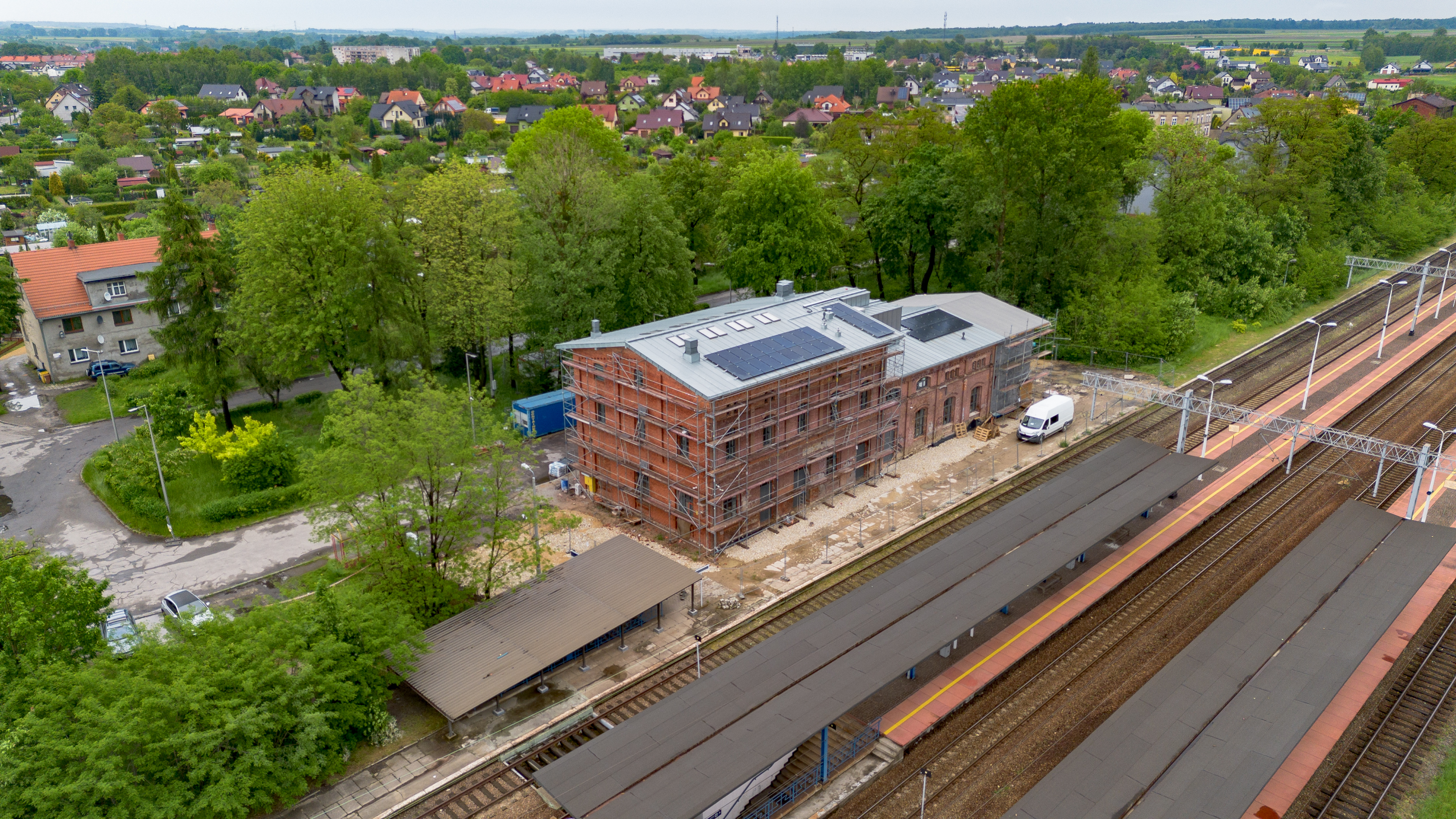
2023
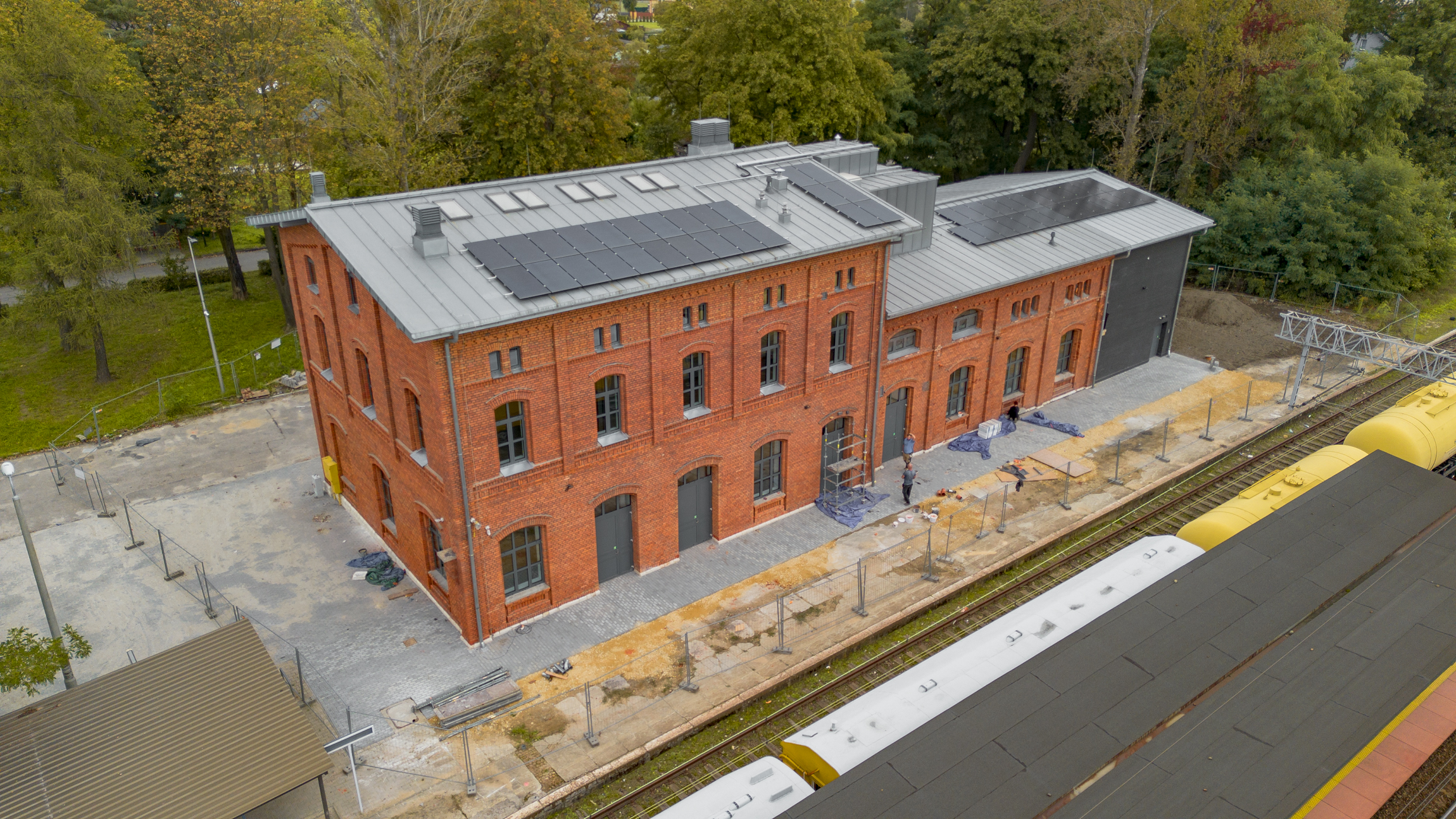
2023
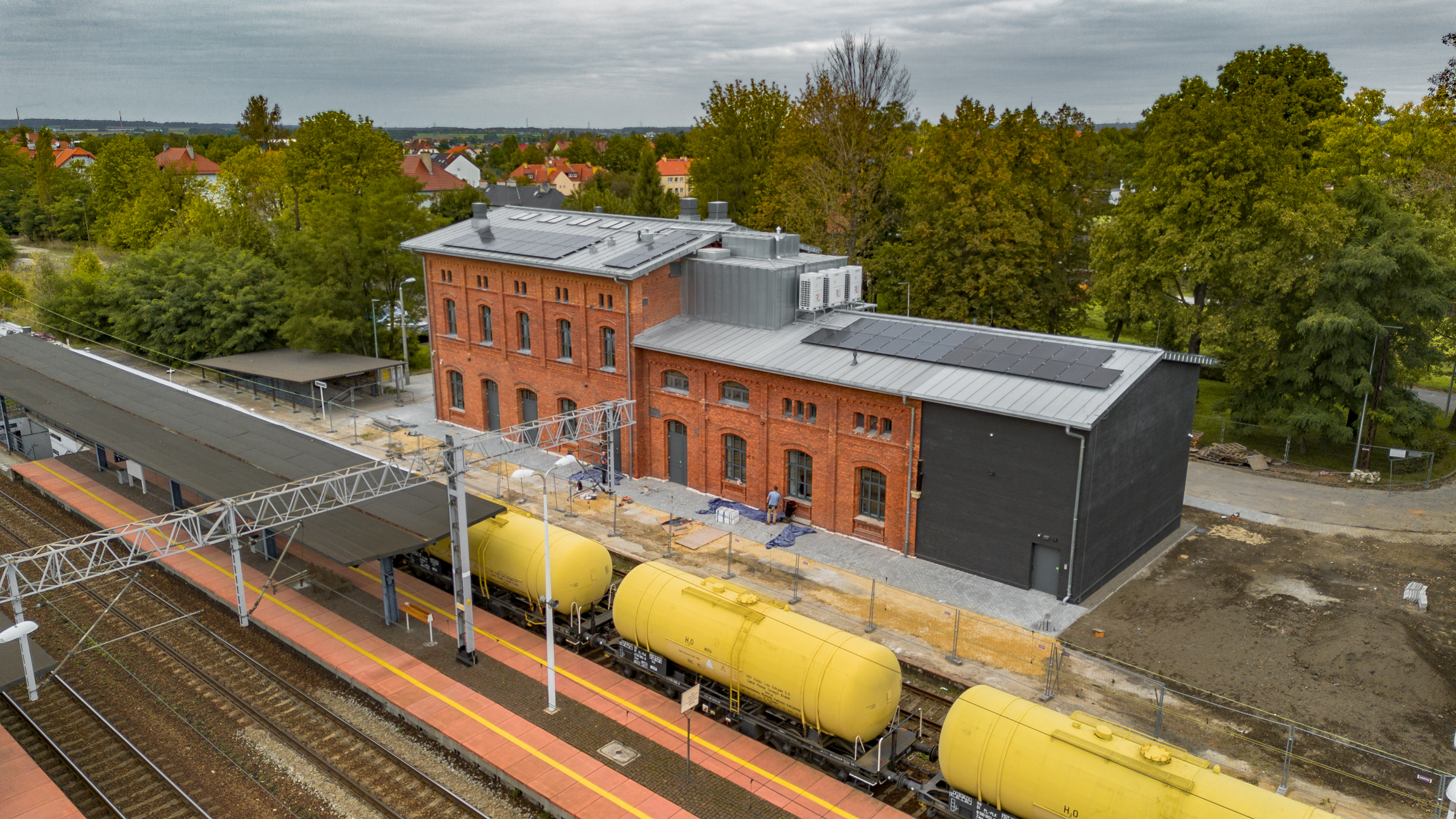
2023
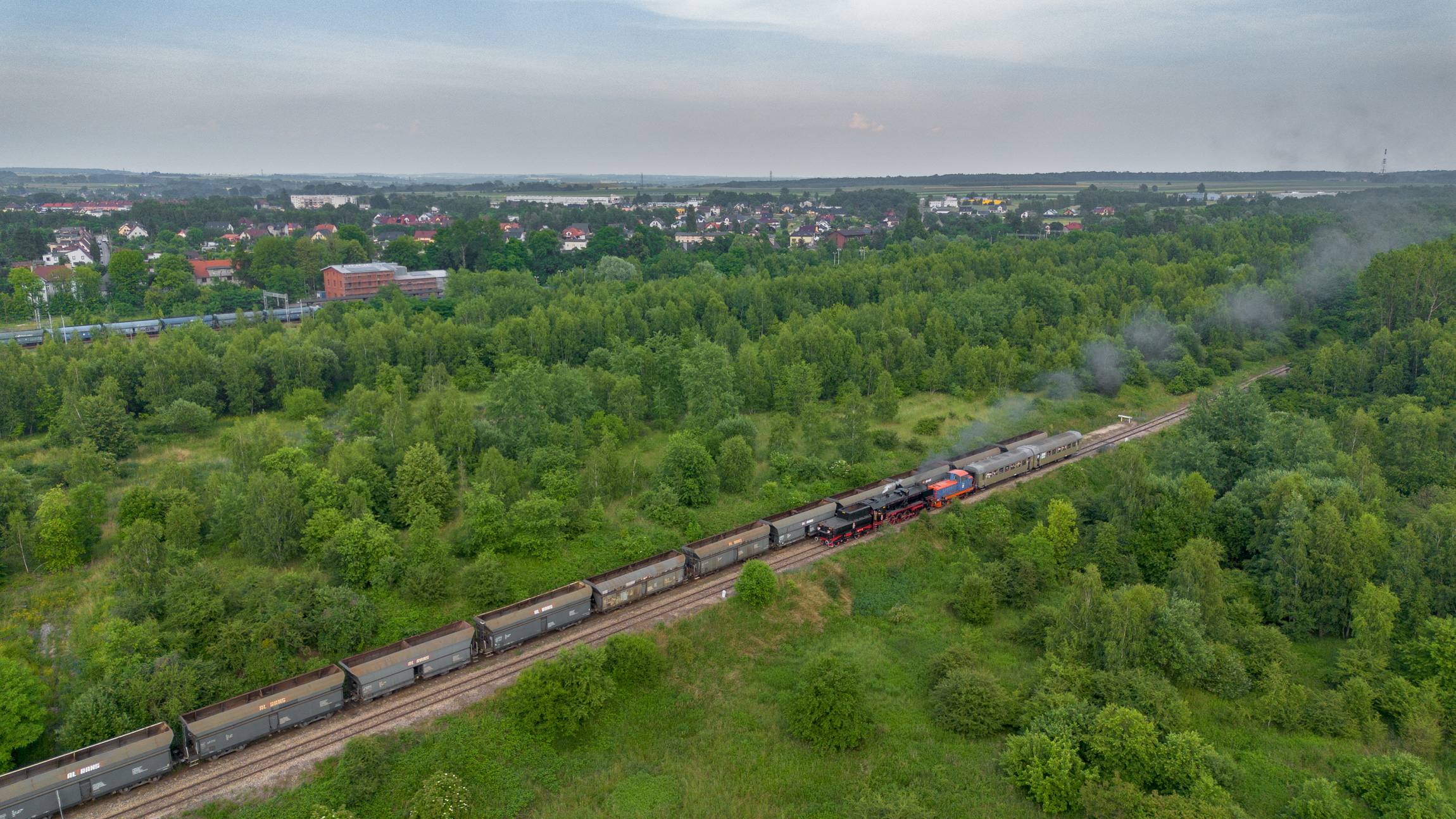
Ty42-24 z poc. prywatnym w Pyskowicach (2023)
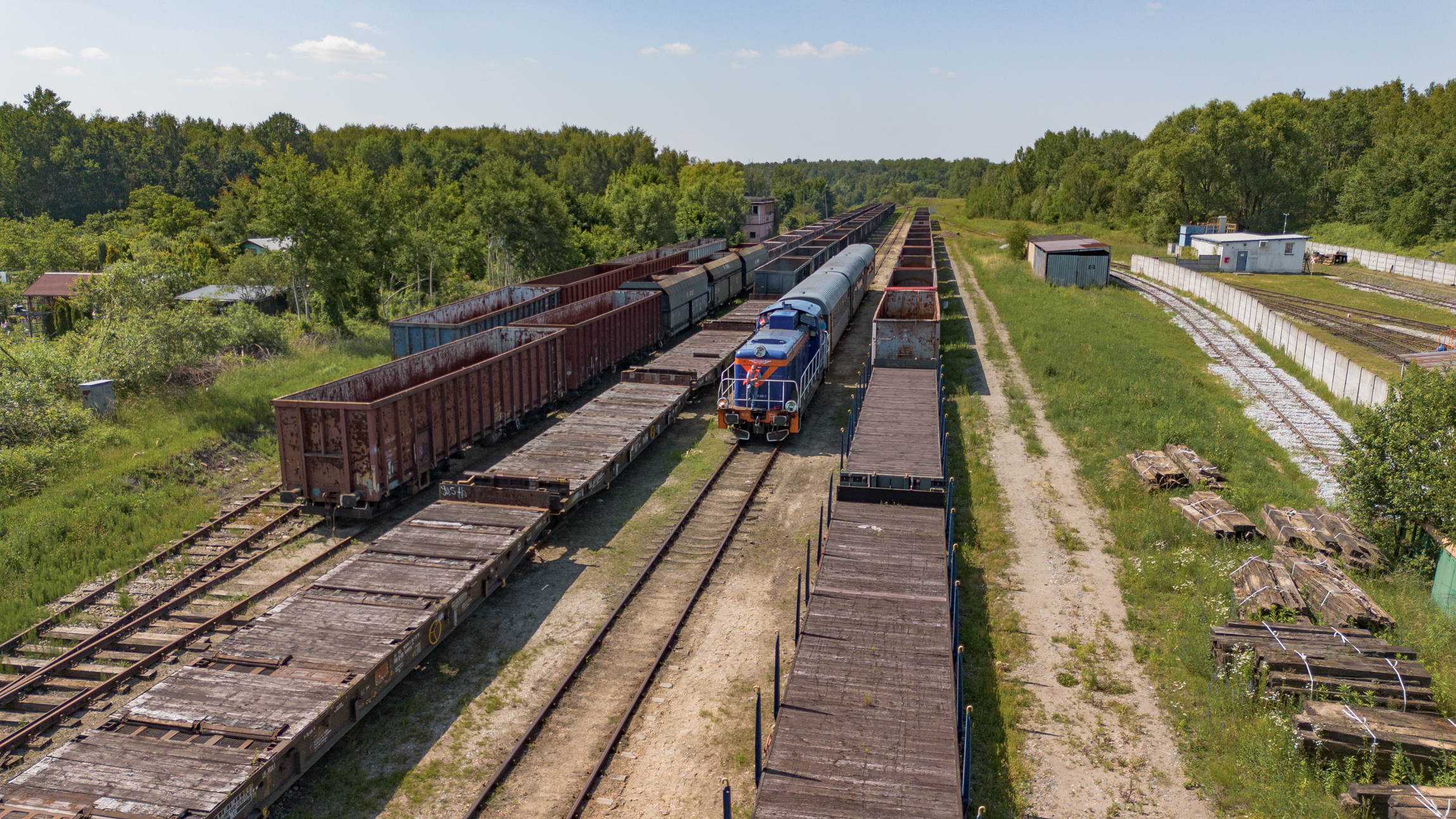
SM42-2448 z poc. specjalnym w Pyskowicach (2025)

### Lotniczy
W odległości około 42 km od Pyskowic w Pyrzowicach znajduje się port lotniczy Katowice-Pyrzowice.

## Sport
W mieście istnieje wiele obiektów oraz organizacji sportowych:

### Obiekty sportowe
- Skatepark przy ulicy Szpitalnej
- Siłownia plenerowa przy ulicy Szpitalnej
- Work-out park oraz siłownia plenerowa w Parku Miejskim przy ulicy Powstańców Śląskich
- Wok-out park przy ulicy Traugutta
- Hala Widowiskowo-Sportowa im. Huberta Wagnera
- Miejski Ośrodek Sportu i Rekreacji
- Stadion Sportowy
- Plac zabaw "NIVEA"

### Kluby sportowe
- TKS Karate Kyokushinkaikan filia Pyskowice
- Remedium Pyskowice (futsal I liga ogólnopolska)
- Miejski Klub Sportowo-Rekreacyjny „CZARNI” Pyskowice (piłka nożna)
- Miejski Klub Sportowo-Rekreacyjny (piłka siatkowa)
- Miejski Klub Sportowy „Return” (tenis ziemny)
- UKS „TRÓJKA” (piłka nożna)
- UKS „CZWÓRKA” (koszykówka)
- UKS „PIĄTKA” (szczypiorniści)
- Śląski Klub „TAEKWON-DO”
- Sekcja Tenisa Stołowego
- Stowarzyszenie „GTW” – sekcja wspinaczki sportowej
- UKS Bushi Pyskowice – samoobrona, judo, karate, kung-fu
- Śląska Akademia Futbolu - piłka nożna dziewczyn

## Polityka

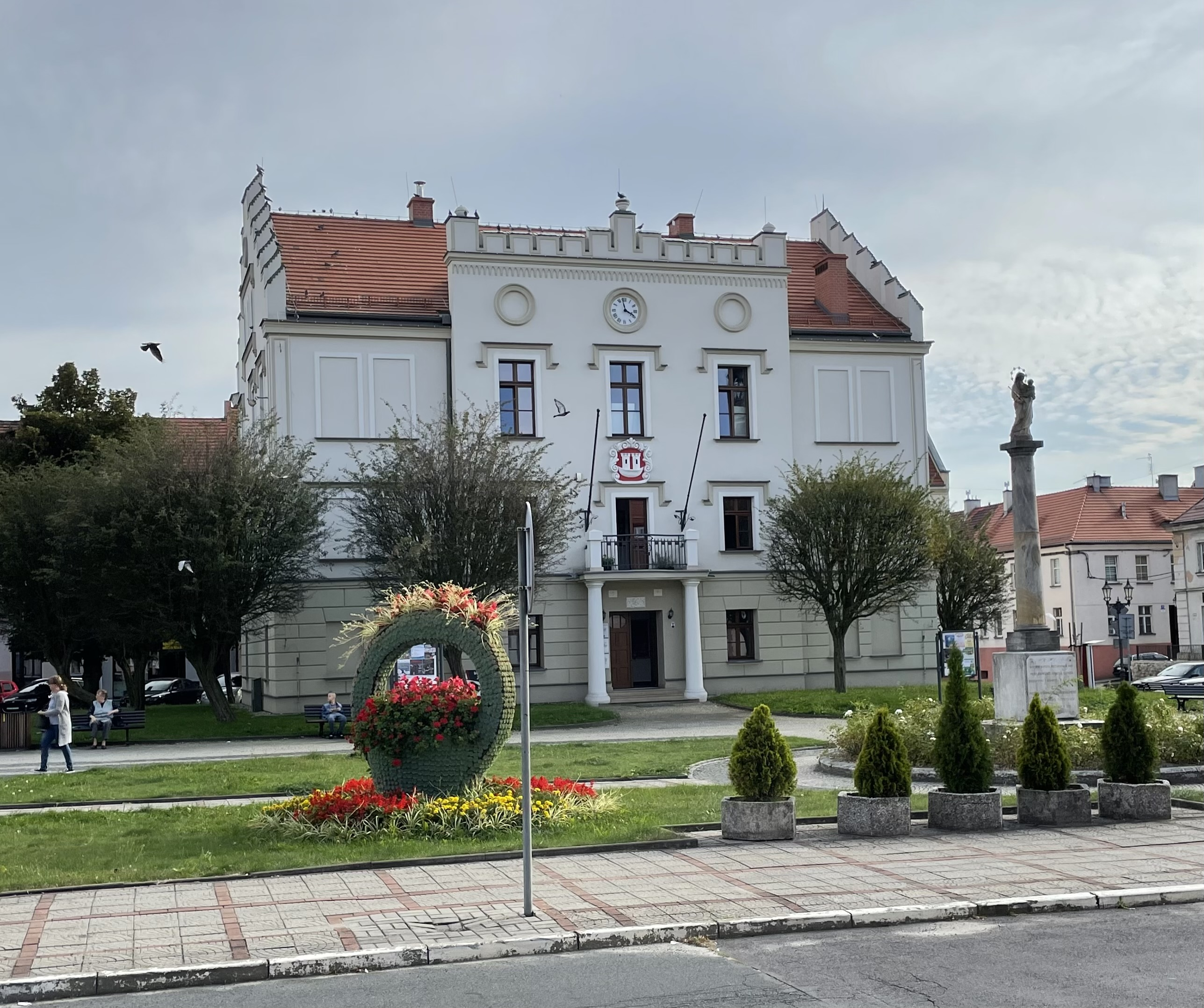
Ratusz w Pyskowicach

### Władze miasta
Kolejno wybieranymi burmistrzami miasta w III RP byli:
1. 1990–1994 – Ryszard Drozd
2. 1994–1998 – Alicja Wecel
3. 1998–2002 – Jan Turkiewicz
4. 2002–2006 – Wacław Kęska
5. 2006–2010 – Wacław Kęska
6. 2010–2014 – Wacław Kęska
7. 2014–2018 – Wacław Kęska
8. 2018-2024 – Adam Wójcik
9. od 2024 - Adam Wójcik

### Miasta partnerskie
Lista miast partnerskich Pyskowic:
- La Ricamarie, Francja
- Czerwonogród, Ukraina
- Flörsheim, Niemcy